# ATP Challenger Tour 2010
L'ATP Challenger Tour è una serie di tornei internazionali maschili studiati per consentire a giocatori di seconda fascia di acquisire un ranking sufficiente per accedere ai tabelloni principali.
Nella stagione 2010 sono stati disputati 154 tornei Challenger con un montepremi compreso tra i 35.000 e i 150.000 dollari.

## Calendario

### Gennaio
| Settimana  | Torneo | Campione                                                 | Finalista                             | Semifinalisti                            | Eliminati ai Quarti                                                   |
| ---------- | --- | -------------------------------------------------------- | ------------------------------------- | ---------------------------------------- | --------------------------------------------------------------------- |
| 4 gennaio  | Internationaux de Nouvelle-Calédonie 2010 Nouméa, Nuova Caledonia, Francia Serie regolari 75 000 $+H - Cemento - 32S/28Q/16D Singolare – Doppio | Florian Mayer 6–3, 6–0                                   | Flavio Cipolla                        | Kevin Anderson David Guez                | Simone Vagnozzi Ilija Bozoljac Grigor Dimitrov Simon Stadler          |
| 4 gennaio  | Internationaux de Nouvelle-Calédonie 2010 Nouméa, Nuova Caledonia, Francia Serie regolari 75 000 $+H - Cemento - 32S/28Q/16D Singolare – Doppio | Nicolas Devilder Édouard Roger-Vasselin 5–7, 6–2, [10–8] | Flavio Cipolla Simone Vagnozzi        | Kevin Anderson David Guez                | Simone Vagnozzi Ilija Bozoljac Grigor Dimitrov Simon Stadler          |
| 4 gennaio  | Prime Cup Aberto de São Paulo 2010 San Paolo, Brasile Serie regolari 125 000 $+H - Cemento - 32S/32Q/16D Singolare – Doppio                     | Ricardo Mello 6–3, 6–1                                   | Eduardo Schwank                       | Thyago Alves Ramón Delgado               | João Souza Michael McClune Ričardas Berankis Adrián Menéndez Maceiras |
| 4 gennaio  | Prime Cup Aberto de São Paulo 2010 San Paolo, Brasile Serie regolari 125 000 $+H - Cemento - 32S/32Q/16D Singolare – Doppio                     | Brian Dabul Sebastián Prieto 6–3, 6–3                    | Tomasz Bednarek Mateusz Kowalczyk     | Thyago Alves Ramón Delgado               | João Souza Michael McClune Ričardas Berankis Adrián Menéndez Maceiras |
| 11 gennaio | Challenger Salinas 2010 Salinas, Ecuador Serie regolari 35 000 $+H - Cemento - 32S/32Q/16D Singolare – Doppio                                   | Brian Dabul 6–2, 6–3                                     | Nicolás Massú                         | Caio Zampieri Ričardas Berankis          | João Souza Luka Gregorc Diego Junqueira Rogério Dutra da Silva        |
| 11 gennaio | Challenger Salinas 2010 Salinas, Ecuador Serie regolari 35 000 $+H - Cemento - 32S/32Q/16D Singolare – Doppio                                   | Jonathan Marray Jamie Murray 6–3, 6–4                    | Sanchai Ratiwatana Sonchat Ratiwatana | Caio Zampieri Ričardas Berankis          | João Souza Luka Gregorc Diego Junqueira Rogério Dutra da Silva        |
| 18 gennaio | Nessun torneo | Nessun torneo                                            | Nessun torneo                         | Nessun torneo                            | Nessun torneo                                                         |
| 25 gennaio | Honolulu Challenger 2010 Honolulu, Stati Uniti Serie regolari 50 000 $ - Cemento - 32S/32Q/16D/4Q Singolare – Doppio                            | Eduardo Schwank 6–4, 6–2                                 | Juan Pablo Brzezicki                  | Donald Young Kevin Anderson              | Ryan Sweeting Robert Kendrick Lester Cook Kevin Kim                   |
| 25 gennaio | Honolulu Challenger 2010 Honolulu, Stati Uniti Serie regolari 50 000 $ - Cemento - 32S/32Q/16D/4Q Singolare – Doppio                            | Pere Riba Santiago Ventura 6–2, 6–2                      | Marcelo Demoliner Rodrigo Guidolin    | Donald Young Kevin Anderson              | Ryan Sweeting Robert Kendrick Lester Cook Kevin Kim                   |
| 25 gennaio | Intersport Heilbronn Open 2010 Heilbronn, Germania Tretorn Serie + 85 000 €+H - Cemento Indoor - 32S/32Q/16D Singolare – Doppio                 | Michael Berrer 6–3, 7–6(4)                               | Andrej Golubev                        | Oleksandr Dolhopolov Jr. Josselin Ouanna | Tobias Kamke Michail Kukuškin Karol Beck Dominik Hrbatý               |
| 25 gennaio | Intersport Heilbronn Open 2010 Heilbronn, Germania Tretorn Serie + 85 000 €+H - Cemento Indoor - 32S/32Q/16D Singolare – Doppio                 | Sanchai Ratiwatana Sonchat Ratiwatana 6–4, 7–5           | Mario Ančić Lovro Zovko               | Oleksandr Dolhopolov Jr. Josselin Ouanna | Tobias Kamke Michail Kukuškin Karol Beck Dominik Hrbatý               |
| 25 gennaio | Open Bucaramanga 2010 Bucaramanga, Colombia Serie Regolari 35 000 $+H - Terra Rossa - 32S/32Q/16D Singolare – Doppio                            | Eduardo Schwank 6–4, 6–2                                 | Juan Pablo Brzezicki                  | Santiago Giraldo Thyago Alves            | Ricardo Mello Pere Riba Victor Crivoi Nicolás Massú                   |
| 25 gennaio | Open Bucaramanga 2010 Bucaramanga, Colombia Serie Regolari 35 000 $+H - Terra Rossa - 32S/32Q/16D Singolare – Doppio                            | Pere Riba Santiago Ventura 6–2, 6–2                      | Marcelo Demoliner Rodrigo Guidolin    | Santiago Giraldo Thyago Alves            | Ricardo Mello Pere Riba Victor Crivoi Nicolás Massú                   |

### Febbraio
| Settimana   | Torneo | Vincitori                                         | Finalisti                          | Semifinalisti                    | Quarti di Finale                                                 |
| ----------- | --- | ------------------------------------------------- | ---------------------------------- | -------------------------------- | ---------------------------------------------------------------- |
| 1º febbraio | McDonald's Burnie International 2010 Burnie, Australia Serie regolari 50 000 $ - Cemento - 32S/28Q/16D Singolare – Doppio            | Bernard Tomić 6–4, 6–2                            | Greg Jones                         | Joseph Sirianni Yūichi Sugita    | Grega Žemlja Pierre-Ludovic Duclos John Millman Dayne Kelly      |
| 1º febbraio | McDonald's Burnie International 2010 Burnie, Australia Serie regolari 50 000 $ - Cemento - 32S/28Q/16D Singolare – Doppio            | Matthew Ebden Samuel Groth 6(8)–7, 7–6(4), [10–8] | James Lemke Dane Propoggia         | Joseph Sirianni Yūichi Sugita    | Grega Žemlja Pierre-Ludovic Duclos John Millman Dayne Kelly      |
| 1º febbraio | Challenger of Dallas 2010 Dallas, Stati Uniti Serie Regolari 50 000 $ - Cemento Indoor - 32S/32Q/16D/4Q Singolare – Doppio           | Ryan Sweeting 6–4, 6–2                            | Carsten Ball                       | Ramón Delgado MIchael Yani       | Alex Bogomolov Jr. Bobby Reynolds Robert Kendrick Marco Crugnola |
| 1º febbraio | Challenger of Dallas 2010 Dallas, Stati Uniti Serie Regolari 50 000 $ - Cemento Indoor - 32S/32Q/16D/4Q Singolare – Doppio           | Scott Lipsky David Martin 7–6(7), 6–3             | Vasek Pospisil Adyl Shamasdin      | Ramón Delgado MIchael Yani       | Alex Bogomolov Jr. Bobby Reynolds Robert Kendrick Marco Crugnola |
| 1º febbraio | Kazan Kremlin Cup 2010 Kazan', Russia Serie Regolari 50 000 $ - Cemento Indoor - 32S/24Q/16D Singolare – Doppio                      | Michał Przysiężny 7–6(5), 6–4                     | Julian Reister                     | Conor Niland Tobias Kamke        | Pavol Červenák Konstantin Kravčuk Jurij Ščukin Goran Tošić       |
| 1º febbraio | Kazan Kremlin Cup 2010 Kazan', Russia Serie Regolari 50 000 $ - Cemento Indoor - 32S/24Q/16D Singolare – Doppio                      | Jan Mertl Jurij Ščukin 6–2, 6–4                   | Tobias Kamke Julian Reister        | Conor Niland Tobias Kamke        | Pavol Červenák Konstantin Kravčuk Jurij Ščukin Goran Tošić       |
| 8 febbraio  | Internazionali di Tennis di Bergamo 2010 Bergamo, Italia Serie Regolari 42 500 €+H - Cemento Indoor - 32S/24Q/16D Singolare – Doppio | Karol Beck 6–4, 6–4                               | Gilles Müller                      | Dominik Hrbatý Dustin Brown      | Michał Przysiężny Ilija Bozoljac Roman Valent Ivan Dodig         |
| 8 febbraio  | Internazionali di Tennis di Bergamo 2010 Bergamo, Italia Serie Regolari 42 500 €+H - Cemento Indoor - 32S/24Q/16D Singolare – Doppio | Jonathan Marray Jamie Murray 1–6, 7–6(2), [10–8]  | Karol Beck Jiří Krkoška            | Dominik Hrbatý Dustin Brown      | Michał Przysiężny Ilija Bozoljac Roman Valent Ivan Dodig         |
| 15 febbraio | Belgrado Challenger 2010 Belgrado, Serbia Tretorn SERIE + 106 500 €+H - Sintetico Indoor - 32S/32Q/16D Singolare – Doppio            | Karol Beck 7–5, 7–6(4)                            | Ilija Bozoljac                     | Janko Tipsarević Alex Bogdanović | Lukáš Rosol Roko Karanušić Michał Przysiężny Andrej Golubev      |
| 15 febbraio | Belgrado Challenger 2010 Belgrado, Serbia Tretorn SERIE + 106 500 €+H - Sintetico Indoor - 32S/32Q/16D Singolare – Doppio            | Ilija Bozoljac Jamie Delgado 6–3, 6–3             | Dustin Brown Martin Slanar         | Janko Tipsarević Alex Bogdanović | Lukáš Rosol Roko Karanušić Michał Przysiężny Andrej Golubev      |
| 15 febbraio | Morocco Tennis Tour - Tanger 2010 Tangeri, Marocco Serie Regolari 30 000 €+H - Terra Rossa - 32S/32Q/16D Singolare – Doppio          | Stéphane Robert 7–6(5), 6–4                       | Oleksandr Dolhopolov Jr.           | Blaž Kavčič Lamine Ouahab        | Rui Machado Martin Kližan Dusan Lojda Steve Darcis               |
| 15 febbraio | Morocco Tennis Tour - Tanger 2010 Tangeri, Marocco Serie Regolari 30 000 €+H - Terra Rossa - 32S/32Q/16D Singolare – Doppio          | Steve Darcis Dominik Meffert 5–7, 7–5, [10–7]     | Uladzimir Ihnacik Martin Kližan    | Blaž Kavčič Lamine Ouahab        | Rui Machado Martin Kližan Dusan Lojda Steve Darcis               |
| 22 febbraio | Open de Franche-Comté Besançon, Francia                                                                                              | TORNEO CANCELLATO                                 | TORNEO CANCELLATO                  | TORNEO CANCELLATO                | TORNEO CANCELLATO                                                |
| 22 febbraio | Morocco Tennis Tour - Meknes 2010 Meknès, Marocco Serie Regolari 30 000 €+H - Terra Rossa - 32S/29Q/16D Singolare – Doppio           | Aleksandr Dolhopolov 7–5, 6–2                     | Rui Machado                        | Lamine Ouahab Pere Riba          | Pablo Carreño Busta Iván Navarro David Marrero Antonio Veić      |
| 22 febbraio | Morocco Tennis Tour - Meknes 2010 Meknès, Marocco Serie Regolari 30 000 €+H - Terra Rossa - 32S/29Q/16D Singolare – Doppio           | Flavio Cipolla Pablo Andújar 6–2, 6–2             | Aleksandr Dolhopolov Artem Smyrnov | Lamine Ouahab Pere Riba          | Pablo Carreño Busta Iván Navarro David Marrero Antonio Veić      |
| 22 febbraio | Vina Del Mar Challenger Viña del Mar, Cile                                                                                           | TORNEO CANCELLATO                                 | TORNEO CANCELLATO                  | TORNEO CANCELLATO                | TORNEO CANCELLATO                                                |

### Marzo
| Settimana | Torneo | Vincitori                                                   | Finalisti                              | Semifinalisti                           | Eliminati ai quarti di Finale                                               |
| --------- | --- | ----------------------------------------------------------- | -------------------------------------- | --------------------------------------- | --------------------------------------------------------------------------- |
| 1º marzo  | Challenger DCNS de Cherbourg 2010 Cherbourg, Francia Serie Regolari 42 500 €+H - Cemento Indoor - 32S/32Q/16D Singolare – Doppio              | Nicolas Mahut 6–4, 6–3                                      | Gilles Müller                          | Arnaud Clément Josselin Ouanna          | Édouard Roger-Vasselin Alexandre Sidorenko Andre Begemann Laurent Recouderc |
| 1º marzo  | Challenger DCNS de Cherbourg 2010 Cherbourg, Francia Serie Regolari 42 500 €+H - Cemento Indoor - 32S/32Q/16D Singolare – Doppio              | Nicolas Mahut Édouard Roger-Vasselin 6–2, 6–4               | Harsh Mankad Adil Shamasdin            | Arnaud Clément Josselin Ouanna          | Édouard Roger-Vasselin Alexandre Sidorenko Andre Begemann Laurent Recouderc |
| 8 marzo   | Shimadzu All Japan Indoor Tennis Champs 2010 Kyoto, Giappone Serie Regolari 35 000 $+H - Sintetico Indoor - 32S/28Q/16D/3Q Singolare – Doppio | Yūichi Sugita 4–6, 6–4, 6–1                                 | Matthew Ebden                          | Michał Przysiężny Rameez Junaid         | Gō Soeda Andre Begemann Tatsuma Itō John Millman                            |
| 8 marzo   | Shimadzu All Japan Indoor Tennis Champs 2010 Kyoto, Giappone Serie Regolari 35 000 $+H - Sintetico Indoor - 32S/28Q/16D/3Q Singolare – Doppio | Martin Fischer Philipp Oswald 6–1, 6–2                      | Divij Sharan Vishnu Vardhan            | Michał Przysiężny Rameez Junaid         | Gō Soeda Andre Begemann Tatsuma Itō John Millman                            |
| 8 marzo   | Morocco Tennis Tour 2010 Rabat, Marocco Serie Regolari 42 500 €+H - Terra Rossa - 32S/29Q/16D Singolare – Doppio                              | Rubén Ramírez Hidalgo 6–4, 6–4                              | Marcel Granollers                      | Rui Machado Bastian Knittel             | Ilija Bozoljac Iván Navarro Blaž Kavčič Adrián Menéndez Maceiras            |
| 8 marzo   | Morocco Tennis Tour 2010 Rabat, Marocco Serie Regolari 42 500 €+H - Terra Rossa - 32S/29Q/16D Singolare – Doppio                              | Ilija Bozoljac Daniele Bracciali 6–4, 6–4                   | Oleksandr Dolhopolov Jr. Dmitrij Sitak | Rui Machado Bastian Knittel             | Ilija Bozoljac Iván Navarro Blaž Kavčič Adrián Menéndez Maceiras            |
| 8 marzo   | BH Telecom Indoors 2010 Sarajevo, Bosnia ed Erzegovina Serie Regolari 30 000 €+H - Cemento Indoor - 32S/22Q/16D Singolare – Doppio            | Édouard Roger-Vasselin 6(5)–7, 6–3, 1–0 rit.                | Karol Beck                             | Ivan Dodig Tobias Kamke                 | Alex Bogdanović Ismar Gorčić Matwé Middelkoop Stefano Galvani               |
| 8 marzo   | BH Telecom Indoors 2010 Sarajevo, Bosnia ed Erzegovina Serie Regolari 30 000 €+H - Cemento Indoor - 32S/22Q/16D Singolare – Doppio            | Nicolas Mahut Édouard Roger-Vasselin 7–6(6), 6(7)–7, [10–5] | Ivan Dodig Lukáš Rosol                 | Ivan Dodig Tobias Kamke                 | Alex Bogdanović Ismar Gorčić Matwé Middelkoop Stefano Galvani               |
| 15 marzo  | Città di Caltanissetta 2010 Caltanissetta, Italia Serie Regolari 42 500 €+H - Terra Rossa - 32S/30Q/16D Singolare – Doppio                    | Robin Haase 7–5, 6–3                                        | Matteo Trevisan                        | Grega Žemlja Iván Navarro               | Antonio Veić Pere Riba Martín Alund Paolo Lorenzi                           |
| 15 marzo  | Città di Caltanissetta 2010 Caltanissetta, Italia Serie Regolari 42 500 €+H - Terra Rossa - 32S/30Q/16D Singolare – Doppio                    | David Marrero Santiago Ventura 7–6(3), 6–4                  | Uladzimir Ihnacik Martin Kližan        | Grega Žemlja Iván Navarro               | Antonio Veić Pere Riba Martín Alund Paolo Lorenzi                           |
| 15 marzo  | Morocco Tennis Tour Marrakech 2010 Marrakech, Marocco Serie Regolari 106 500 €+H - Terra Rossa - 32S/27Q/16D Singolare – Doppio               | Jarkko Nieminen 6–3, 6–2                                    | Oleksandr Dolhopolov Jr.               | Michail Kukuškin Marcel Granollers      | Ilija Bozoljac Laurent Recouderc Flavio Cipolla Lamine Ouahab               |
| 15 marzo  | Morocco Tennis Tour Marrakech 2010 Marrakech, Marocco Serie Regolari 106 500 €+H - Terra Rossa - 32S/27Q/16D Singolare – Doppio               | Ilija Bozoljac Horia Tecău 6–1, 6–1                         | James Cerretani Adil Shamasdin         | Michail Kukuškin Marcel Granollers      | Ilija Bozoljac Laurent Recouderc Flavio Cipolla Lamine Ouahab               |
| 15 marzo  | Sunrise Tennis Championship 2010 Sunrise, Stati Uniti Serie Regolari 125 000 $+H - Cemento - 32S/32Q/16D Singolare – Doppio                   | Florian Mayer 6–4, 6–4                                      | Gilles Simon                           | Leonardo Mayer Santiago Giraldo         | Michael Berrer Stefan Koubek Benjamin Becker Jan Hájek                      |
| 15 marzo  | Sunrise Tennis Championship 2010 Sunrise, Stati Uniti Serie Regolari 125 000 $+H - Cemento - 32S/32Q/16D Singolare – Doppio                   | Martin Damm Filip Polášek 4–6, 6–1, [13–11]                 | Lukáš Dlouhý Leander Paes              | Leonardo Mayer Santiago Giraldo         | Michael Berrer Stefan Koubek Benjamin Becker Jan Hájek                      |
| 22 marzo  | Open Barletta 2010 Barletta, Italia Serie Regolari 42 500 €+H - Terra Rossa - 32S/31Q/16D Singolare – Doppio                                  | Pere Riba 6–3, rit.                                         | Steve Darcis                           | Simone Bolelli Martín Vassallo Argüello | Jarkko Nieminen Blaž Kavčič Igor' Kunicyn Albert Ramos Viñolas              |
| 22 marzo  | Open Barletta 2010 Barletta, Italia Serie Regolari 42 500 €+H - Terra Rossa - 32S/31Q/16D Singolare – Doppio                                  | David Marrero Santiago Ventura 6–3, 6–3                     | Ilija Bozoljac Daniele Bracciali       | Simone Bolelli Martín Vassallo Argüello | Jarkko Nieminen Blaž Kavčič Igor' Kunicyn Albert Ramos Viñolas              |
| 22 marzo  | The Jersey International 2010 Jersey, Gran Bretagna Serie Regolari 42 500 € - Cemento Indoor - 32S/22Q/16D Singolare – Doppio                 | Jan Hernych 7–6(3), 6–4                                     | Jan Minář                              | Yannick Mertens Igor Sijsling           | Philipp Oswald Conor Niland Serhij Bubka Roberto Bautista Agut              |
| 22 marzo  | The Jersey International 2010 Jersey, Gran Bretagna Serie Regolari 42 500 € - Cemento Indoor - 32S/22Q/16D Singolare – Doppio                 | Rohan Bopanna Ken Skupski 6–2, 2–6, [10–6]                  | Jonathan Marray Jamie Murray           | Yannick Mertens Igor Sijsling           | Philipp Oswald Conor Niland Serhij Bubka Roberto Bautista Agut              |
| 22 marzo  | Men's Rimouski Challenger 2010 Rimouski, Canada Serie Regolari 35 000 $ - Cemento Indoor - 32S/22Q/16D Singolare – Doppio                     | Rik De Voest 6–0, 7–5                                       | Tim Smyczek                            | Michał Przysiężny Erik Chvojka          | Lester Cook Prakash Amritraj Martin Slanar Nick Lindahl                     |
| 22 marzo  | Men's Rimouski Challenger 2010 Rimouski, Canada Serie Regolari 35 000 $ - Cemento Indoor - 32S/22Q/16D Singolare – Doppio                     | Kaden Hensel Adam Hubble 7–6(5), 3–6, [11–9]                | Scott Lipsky David Martin              | Michał Przysiężny Erik Chvojka          | Lester Cook Prakash Amritraj Martin Slanar Nick Lindahl                     |
| 29 marzo  | Open Prévadiès 2010 Saint-Brieuc, Francia Serie Regolari 30 000 €+H - Terra Rossa Indoor - 32S/20Q/13D Singolare – Doppio                     | Michał Przysiężny 4–6, 6–2, 6–3                             | Rubén Ramírez Hidalgo                  | Samuel Groth Tejmuraz Gabašvili         | Benoît Paire Josselin Ouanna Charles-Antoine Brézac Thierry Ascione         |
| 29 marzo  | Open Prévadiès 2010 Saint-Brieuc, Francia Serie Regolari 30 000 €+H - Terra Rossa Indoor - 32S/20Q/13D Singolare – Doppio                     | Uladzimir Ihnacik David Marrero 4–6, 6–4, [10–5]            | Brian Battistone Ryler DeHeart         | Samuel Groth Tejmuraz Gabašvili         | Benoît Paire Josselin Ouanna Charles-Antoine Brézac Thierry Ascione         |
| 29 marzo  | Tennis Napoli Cup 2010 Napoli, Italia Serie regolari 30 000 €+H – Terra rossa – 32S/32Q/16D Singolare – Doppio                                | Rui Machado 6–4, 6–4                                        | Federico Delbonis                      | Adrián García Andrej Golubev            | Ivo Minář Albert Ramos Viñolas Filippo Volandri Diego Junqueira             |
| 29 marzo  | Tennis Napoli Cup 2010 Napoli, Italia Serie regolari 30 000 €+H – Terra rossa – 32S/32Q/16D Singolare – Doppio                                | Dustin Brown Jesse Witten 7–6(4), 7–5                       | Rohan Bopanna Aisam-ul-Haq Qureshi     | Adrián García Andrej Golubev            | Ivo Minář Albert Ramos Viñolas Filippo Volandri Diego Junqueira             |

### Aprile
| Settimana | Torneo | Vincitori                                             | Finalisti                                  | Semifinalisti                         | Eliminati ai quarti di finale                                                 |
| --------- | --- | ----------------------------------------------------- | ------------------------------------------ | ------------------------------------- | ----------------------------------------------------------------------------- |
| 5 aprile  | Bancolombia Open 2010 Bogotà, Colombia Serie regolari 125 000 $+H – Terra rossa (i) – 32S/32Q/16D Singolare – Doppio                     | João Souza 4–6, 6–4, 6–1                              | Alejandro Falla                            | Juan Sebastián Cabal Santiago Giraldo | Santiago González Ricardo Mello Paolo Lorenzi Giovanni Lapentti               |
| 5 aprile  | Bancolombia Open 2010 Bogotà, Colombia Serie regolari 125 000 $+H – Terra rossa (i) – 32S/32Q/16D Singolare – Doppio                     | Franco Ferreiro Santiago González 6–3, 5–7, [10–7]    | Dominik Meffert Philipp Oswald             | Juan Sebastián Cabal Santiago Giraldo | Santiago González Ricardo Mello Paolo Lorenzi Giovanni Lapentti               |
| 5 aprile  | Internazionali di Tennis Monza e Brianza 2010 Monza, Italia Serie regolari 30 000 €+H – Terra rossa (i) – 32S/32Q/16D Singolare – Doppio | Daniel Brands 6(4)–7, 6–3, 6–4                        | Pablo Andújar                              | Christophe Rochus Pere Riba           | Matteo Trevisan Victor Crivoi Martín Vassallo Argüello Francesco Aldi         |
| 5 aprile  | Internazionali di Tennis Monza e Brianza 2010 Monza, Italia Serie regolari 30 000 €+H – Terra rossa (i) – 32S/32Q/16D Singolare – Doppio | Daniele Bracciali David Marrero 6–3, 6–3              | Martin Fischer Frederik Nielsen            | Christophe Rochus Pere Riba           | Matteo Trevisan Victor Crivoi Martín Vassallo Argüello Francesco Aldi         |
| 12 aprile | Baton Rouge Pro Tennis Classic 2010 Baton Rouge, USA Serie regolari 50 000 $ – Cemento (i) – 32S/21Q/16D/4D Singolare – Doppio           | Kevin Anderson 6(7)–7, 7–6(7), 6–1                    | Tobias Kamke                               | Ryan Sweeting Gō Soeda                | Kei Nishikori Nick Lindahl Alex Kuznetsov Robert Kendrick                     |
| 12 aprile | Baton Rouge Pro Tennis Classic 2010 Baton Rouge, USA Serie regolari 50 000 $ – Cemento (i) – 32S/21Q/16D/4D Singolare – Doppio           | Stephen Huss Joseph Sirianni 1–6, 6–2, [13–11]        | Chris Guccione Frank Moser                 | Ryan Sweeting Gō Soeda                | Kei Nishikori Nick Lindahl Alex Kuznetsov Robert Kendrick                     |
| 12 aprile | Aberto de Tênis de Santa Catarina 2010 Blumenau, Brasile Serie regolari 35 000 $+H – Terra rossa (i) – 32S/32Q/16D Singolare – Doppio    | Marcos Daniel 7–5, 6(5)–7, 6–4                        | Bastian Knittel                            | Diego Junqueira Júlio Silva           | Nicolás Massú Carlos Berlocq Reda El Amrani Guillermo Alcaide                 |
| 12 aprile | Aberto de Tênis de Santa Catarina 2010 Blumenau, Brasile Serie regolari 35 000 $+H – Terra rossa (i) – 32S/32Q/16D Singolare – Doppio    | Franco Ferreiro André Sá 6–4, 6–3                     | André Ghem Simone Vagnozzi                 | Diego Junqueira Júlio Silva           | Nicolás Massú Carlos Berlocq Reda El Amrani Guillermo Alcaide                 |
| 12 aprile | Soweto Open 2010 Johannesburg, Sudafrica Serie regolari 100 000 $+H – Cemento (i) – 32S/26Q/16D Singolare – Doppio                       | Dustin Brown 7–6(2), 6–3                              | Izak van der Merwe                         | Stéphane Bohli Alexander Peya         | Raemon Sluiter Nicolas Mahut Gilles Müller Daniel King-Turner                 |
| 12 aprile | Soweto Open 2010 Johannesburg, Sudafrica Serie regolari 100 000 $+H – Cemento (i) – 32S/26Q/16D Singolare – Doppio                       | Nicolas Mahut Lovro Zovko 6–2, 6–2                    | Raven Klaasen Izak van der Merwe           | Stéphane Bohli Alexander Peya         | Raemon Sluiter Nicolas Mahut Gilles Müller Daniel King-Turner                 |
| 12 aprile | Abierto Internacional del Bicentenario Leon 2010 León, Messico Serie regolari 35 000 $+H – Cemento (i) – 32S/32Q/16D Singolare – Doppio  | Santiago González 3–6, 6–1, 7–5                       | Michał Przysiężny                          | Víctor Estrella Burgos Greg Jones     | Im Kyu Tae Roman Valent Prakash Amritraj Lester Cook                          |
| 12 aprile | Abierto Internacional del Bicentenario Leon 2010 León, Messico Serie regolari 35 000 $+H – Cemento (i) – 32S/32Q/16D Singolare – Doppio  | Santiago González Vasek Pospisil 3–6, 6–3, [10–8]     | Kaden Hensel Adam Hubble                   | Víctor Estrella Burgos Greg Jones     | Im Kyu Tae Roman Valent Prakash Amritraj Lester Cook                          |
| 12 aprile | Open Pereira 2010 Pereira, Colombia Serie regolari 35 000 $+H – Cemento (i) – 32S/30Q/16D Singolare – Doppio                             | Santiago Giraldo 6–3, 6–3                             | Paolo Lorenzi                              | Leonardo Tavares Carlos Salamanca     | Arnau Brugués Davi Jonathan Dasnières de Veigy Dominik Meffert Facundo Bagnis |
| 12 aprile | Open Pereira 2010 Pereira, Colombia Serie regolari 35 000 $+H – Cemento (i) – 32S/30Q/16D Singolare – Doppio                             | Dominik Meffert Philipp Oswald 6(4)–7, 7–6(6), [10–5] | Gero Kretschmer Alex Satschko              | Leonardo Tavares Carlos Salamanca     | Arnau Brugués Davi Jonathan Dasnières de Veigy Dominik Meffert Facundo Bagnis |
| 12 aprile | Rai Open 2010 Roma, Italia Serie regolari 30 000 €+H – Terra rossa (i) – 32S/32Q/16D Singolare – Doppio                                  | Filippo Volandri 6–4, 7–5                             | Lamine Ouahab                              | Jurij Ščukin Jesse Huta Galung        | Federico Delbonis Robin Haase Christophe Rochus Franco Skugor                 |
| 12 aprile | Rai Open 2010 Roma, Italia Serie regolari 30 000 €+H – Terra rossa (i) – 32S/32Q/16D Singolare – Doppio                                  | Tomasz Bednarek Mateusz Kowalczyk 6–4, 7–6(4)         | Jeff Coetzee Jesse Witten                  | Jurij Ščukin Jesse Huta Galung        | Federico Delbonis Robin Haase Christophe Rochus Franco Skugor                 |
| 19 aprile | Athens Open Challenger 2010 Atene, Grecia Serie regolari 85 000 €+H – Cemento (i) – 32S/32Q/16D Singolare – Doppio                       | Lu Yen-hsun 3–6, 7–6(4), 6–4                          | Rainer Schüttler                           | Gilles Müller Dudi Sela               | Yūichi Sugita Ilija Bozoljac Marco Chiudinelli Björn Phau                     |
| 19 aprile | Athens Open Challenger 2010 Atene, Grecia Serie regolari 85 000 €+H – Cemento (i) – 32S/32Q/16D Singolare – Doppio                       | Rik De Voest Lu Yen-hsun 6–3, 6–4                     | Robin Haase Igor Sijsling                  | Gilles Müller Dudi Sela               | Yūichi Sugita Ilija Bozoljac Marco Chiudinelli Björn Phau                     |
| 19 aprile | Brazil Open Series 2010 Curitiba, Brasile Serie regolari 35 000 $+H – Terra rossa (i) – 32S/28Q/16D Singolare – Doppio                   | Dominik Meffert 6–4, 6(3)–7, 6–2                      | Ricardo Mello                              | Marcos Daniel Thyago Alves            | Diego Junqueira Guillermo Alcaide Caio Zampieri Marcel Felder                 |
| 19 aprile | Brazil Open Series 2010 Curitiba, Brasile Serie regolari 35 000 $+H – Terra rossa (i) – 32S/28Q/16D Singolare – Doppio                   | Dominik Meffert Leonardo Tavares 3–6, 6–2, [10–2]     | Ramón Delgado André Sá                     | Marcos Daniel Thyago Alves            | Diego Junqueira Guillermo Alcaide Caio Zampieri Marcel Felder                 |
| 19 aprile | Roma Open 2010 Roma, Italia Serie regolari 30 000 €+H – Terra rossa (i) – 32S/32Q/16D Singolare – Doppio                                 | Federico Delbonis 6–4, 6–3                            | Florian Mayer                              | Rubén Ramírez Hidalgo Rui Machado     | Adrian Ungur Filippo Volandri Daniel Köllerer Daniel Brands                   |
| 19 aprile | Roma Open 2010 Roma, Italia Serie regolari 30 000 €+H – Terra rossa (i) – 32S/32Q/16D Singolare – Doppio                                 | Mario Ančić Ivan Dodig 4–6, 7–6(8), [10–4]            | Juan Pablo Brzezicki Rubén Ramírez Hidalgo | Rubén Ramírez Hidalgo Rui Machado     | Adrian Ungur Filippo Volandri Daniel Köllerer Daniel Brands                   |
| 19 aprile | Tallahassee Tennis Challenger 2010 Tallahassee, USA Serie regolari 50 000 $ – Cemento – 32S/32Q/16D/4Q Singolare – Doppio                | Brian Dabul 4–6, 4–0 rit.                             | Robby Ginepri                              | Rajeev Ram Alex Kuznetsov             | Ryan Sweeting Kei Nishikori Carsten Ball Nick Lindahl                         |
| 19 aprile | Tallahassee Tennis Challenger 2010 Tallahassee, USA Serie regolari 50 000 $ – Cemento – 32S/32Q/16D/4Q Singolare – Doppio                | Stephen Huss Joseph Sirianni 6–2, 6–4                 | Robert Kendrick Bobby Reynolds             | Rajeev Ram Alex Kuznetsov             | Ryan Sweeting Kei Nishikori Carsten Ball Nick Lindahl                         |
| 26 aprile | Trofeo Manta Open 2010 Manta, Ecuador Serie regolari 35 000 $+H – Cemento (i) – 32S/23Q/15D Singolare – Doppio                           | Gō Soeda 7–6(5), 6–2                                  | Ryler DeHeart                              | Ricardo Hocevar Im Kyu Tae            | James Ward Joseph Sirianni Arnau Brugués Davi Riccardo Ghedin                 |
| 26 aprile | Trofeo Manta Open 2010 Manta, Ecuador Serie regolari 35 000 $+H – Cemento (i) – 32S/23Q/15D Singolare – Doppio                           | Ryler DeHeart Pierre-Ludovic Duclos 6–4, 7–5          | Martin Emmrich Andreas Siljeström          | Ricardo Hocevar Im Kyu Tae            | James Ward Joseph Sirianni Arnau Brugués Davi Riccardo Ghedin                 |
| 26 aprile | Prosperita Open 2010 Ostrava, Repubblica Ceca Serie regolari 42 500 € – Terra rossa (i) – 32S/32Q/16D Singolare – Doppio                 | Lukáš Rosol 7–5, 4–6, 7–6(4)                          | Ivan Dodig                                 | Antonio Veić Pavel Šnobel             | Roberto Bautista Agut Martin Fischer Attila Balázs Ivo Minář                  |
| 26 aprile | Prosperita Open 2010 Ostrava, Repubblica Ceca Serie regolari 42 500 € – Terra rossa (i) – 32S/32Q/16D Singolare – Doppio                 | Martin Fischer Philipp Oswald 2–6, 7–6(6), [10–8]     | Tomasz Bednarek Mateusz Kowalczyk          | Antonio Veić Pavel Šnobel             | Roberto Bautista Agut Martin Fischer Attila Balázs Ivo Minář                  |
| 26 aprile | Aegean Tennis Cup 2010 Rodi, Grecia Serie regolari 85 000 €+H – Cemento (i) – 32S/23Q/16D Singolare – Doppio                             | Dudi Sela 7–6(3), 6–3                                 | Rainer Schüttler                           | Igor Sijsling Lu Yen-hsun             | Nicolas Mahut Henri Kontinen Simon Stadler Gilles Müller                      |
| 26 aprile | Aegean Tennis Cup 2010 Rodi, Grecia Serie regolari 85 000 €+H – Cemento (i) – 32S/23Q/16D Singolare – Doppio                             | Dustin Brown Simon Stadler 7–6(4), 6(4)–7, [10–7]     | Jonathan Marray Jamie Murray               | Igor Sijsling Lu Yen-hsun             | Nicolas Mahut Henri Kontinen Simon Stadler Gilles Müller                      |
| 26 aprile | Tunis Open 2010 Tunisi, Tunisia Tretorn SERIE+ 125 000 $+H – Terra rossa (i) – 32S/32Q/16D Singolare – Doppio                            | José Acasuso 6–3, 6–4                                 | Daniel Brands                              | Frederico Gil Kristof Vliegen         | Édouard Roger-Vasselin Vincent Millot Lamine Ouahab Marsel İlhan              |
| 26 aprile | Tunis Open 2010 Tunisi, Tunisia Tretorn SERIE+ 125 000 $+H – Terra rossa (i) – 32S/32Q/16D Singolare – Doppio                            | Jeff Coetzee Kristof Vliegen 7–6(3), 6–3              | James Cerretani Adil Shamasdin             | Frederico Gil Kristof Vliegen         | Édouard Roger-Vasselin Vincent Millot Lamine Ouahab Marsel İlhan              |

### Maggio
| Settimana | Torneo | Vincitori                                                 | Finalisti                              | Semifinalisti                           | Eliminati ai quarti di finale                                                   |
| --------- | --- | --------------------------------------------------------- | -------------------------------------- | --------------------------------------- | ------------------------------------------------------------------------------- |
| 3 maggio  | Israel Open 2010 Ramat HaSharon, Israele Tretorn SERIE+ 100 000 $ - Cemento - 32S/32Q/16D Singolare - Doppio                            | Conor Niland 5–7, 7–6(5), 6–3                             | Thyago Alves                           | Marsel İlhan Denis Gremelmayr           | Dudi Sela Ričardas Berankis Harel Levy Stefan Koubek                            |
| 3 maggio  | Israel Open 2010 Ramat HaSharon, Israele Tretorn SERIE+ 100 000 $ - Cemento - 32S/32Q/16D Singolare - Doppio                            | Jonathan Erlich Andy Ram 6–4, 6–3                         | Alexander Peya Simon Stadler           | Marsel İlhan Denis Gremelmayr           | Dudi Sela Ričardas Berankis Harel Levy Stefan Koubek                            |
| 3 maggio  | Palm Hills International Tennis Challenger 2010 Il Cairo, Egitto Serie regolari 35 000 $ - Terra rossa - 32S/32Q/16D Singolare - Doppio | Ivo Minář 3–6, 6–2, 6–3                                   | Simone Vagnozzi                        | Guillermo Olaso Christophe Rochus       | Bastian Knittel Gabriel Trujillo Soler Sherif Sabry Jonathan Dasnières de Veigy |
| 3 maggio  | Palm Hills International Tennis Challenger 2010 Il Cairo, Egitto Serie regolari 35 000 $ - Terra rossa - 32S/32Q/16D Singolare - Doppio | Martin Slanar Simone Vagnozzi 6–3, 6–4                    | Andre Begemann Dustin Brown            | Guillermo Olaso Christophe Rochus       | Bastian Knittel Gabriel Trujillo Soler Sherif Sabry Jonathan Dasnières de Veigy |
| 3 maggio  | Sanremo Tennis Cup 2010 Sanremo, Italia Serie regolari 30 000 € - Terra rossa - 32S/32Q/16D Singolare - Doppio                          | Gastón Gaudio 7–5, 6–0                                    | Martín Vassallo Argüello               | Tejmuraz Gabašvili Albert Ramos Viñolas | Laurent Recouderc Benjamin Balleret Diego Junqueira Juan Martín Aranguren       |
| 3 maggio  | Sanremo Tennis Cup 2010 Sanremo, Italia Serie regolari 30 000 € - Terra rossa - 32S/32Q/16D Singolare - Doppio                          | Diego Junqueira Martín Vassallo Argüello 2–6, 6–4, [10–8] | Carlos Berlocq Sebastián Decoud        | Tejmuraz Gabašvili Albert Ramos Viñolas | Laurent Recouderc Benjamin Balleret Diego Junqueira Juan Martín Aranguren       |
| 3 maggio  | Savannah Challenger 2010 Savannah, USA Serie regolari 50 000 $ - Terra verde- 32S/32Q/16D Singolare - Doppio                            | Kei Nishikori 6–4, 6–0                                    | Ryan Sweeting                          | Joseph Sirianni Donald Young            | Paul Capdeville Robert Kendrick Luka Gregorc Catalin Gârd                       |
| 3 maggio  | Savannah Challenger 2010 Savannah, USA Serie regolari 50 000 $ - Terra verde- 32S/32Q/16D Singolare - Doppio                            | Jamie Baker James Ward 6–3, 6–4                           | Bobby Reynolds Fritz Wolmarans         | Joseph Sirianni Donald Young            | Paul Capdeville Robert Kendrick Luka Gregorc Catalin Gârd                       |
| 10 maggio | Canella Challenger 2010 Biella, Italia Serie regolari 30 000 € - Terra rossa - 32S/32Q/16D Singolare - Doppio                           | Björn Phau 6–4, 6–2                                       | Simone Bolelli                         | Tejmuraz Gabašvili Dieter Kindlmann     | Juan Pablo Brzezicki Paolo Lorenzi Yannick Mertens Pablo Andújar                |
| 10 maggio | Canella Challenger 2010 Biella, Italia Serie regolari 30 000 € - Terra rossa - 32S/32Q/16D Singolare - Doppio                           | James Cerretani Adil Shamasdin 6–3, 2–6, [11–9]           | Dustin Brown Alessandro Motti          | Tejmuraz Gabašvili Dieter Kindlmann     | Juan Pablo Brzezicki Paolo Lorenzi Yannick Mertens Pablo Andújar                |
| 10 maggio | BNP Paribas Primrose Bordeaux 2010 Bordeaux, Francia Serie regolari 85 000 € - Terra rossa - 32S/32Q/16D Singolare - Doppio             | Richard Gasquet 4–6, 6–1, 6–4                             | Michaël Llodra                         | Denis Istomin Florent Serra             | Benoît Paire Édouard Roger-Vasselin Xavier Malisse Olivier Rochus               |
| 10 maggio | BNP Paribas Primrose Bordeaux 2010 Bordeaux, Francia Serie regolari 85 000 € - Terra rossa - 32S/32Q/16D Singolare - Doppio             | Nicolas Mahut Édouard Roger-Vasselin 5–7, 6–3, [10–7]     | Karol Beck Leoš Friedl                 | Denis Istomin Florent Serra             | Benoît Paire Édouard Roger-Vasselin Xavier Malisse Olivier Rochus               |
| 10 maggio | Busan Open Challenger Tennis 2010 Pusan, Corea del Sud Serie regolari 75 000 $ - Cemento - 32S/32Q/16D Singolare - Doppio               | Lim Yong-Kyu 6–1, 6–4                                     | Lu Yen-hsun                            | Jun Woong-Sun Gō Soeda                  | Pierre-Ludovic Duclos Rameez Junaid Tatsuma Itō Hiroki Kondo                    |
| 10 maggio | Busan Open Challenger Tennis 2010 Pusan, Corea del Sud Serie regolari 75 000 $ - Cemento - 32S/32Q/16D Singolare - Doppio               | Rameez Junaid Alexander Peya 6–4, 7–5                     | Pierre-Ludovic Duclos Yang Tsung-hua   | Jun Woong-Sun Gō Soeda                  | Pierre-Ludovic Duclos Rameez Junaid Tatsuma Itō Hiroki Kondo                    |
| 10 maggio | Sarasota Open 2010 Sarasota, USA Serie regolari 50 000 $ - Terre verde - 32S/32Q/16D Singolare - Doppio                                 | Kei Nishikori 2–6, 6–3, 6–4                               | Brian Dabul                            | Ryan Sweeting Daniel Garza              | Bruno Rodríguez Bobby Reynolds Matt Reid Jesse Levine                           |
| 10 maggio | Sarasota Open 2010 Sarasota, USA Serie regolari 50 000 $ - Terre verde - 32S/32Q/16D Singolare - Doppio                                 | Brian Battistone Ryler DeHeart 5–7, 7–6(4), [10–8]        | Gero Kretschmer Alex Satschko          | Ryan Sweeting Daniel Garza              | Bruno Rodríguez Bobby Reynolds Matt Reid Jesse Levine                           |
| 10 maggio | Zagreb Open 2010 Zagabria, Croazia Serie regolari 42 500 € - Terra rossa - 32S/32Q/16D Singolare - Doppio                               | Jurij Ščukin 6–3, 7–5                                     | Santiago Ventura                       | Marcos Daniel Federico Delbonis         | Rubén Ramírez Hidalgo Blaž Kavčič Gastón Gaudio Nicolás Massú                   |
| 10 maggio | Zagreb Open 2010 Zagabria, Croazia Serie regolari 42 500 € - Terra rossa - 32S/32Q/16D Singolare - Doppio                               | Andre Begemann Matthew Ebden 7–6(5), 5–7, [10–3]          | Rubén Ramírez Hidalgo Santiago Ventura | Marcos Daniel Federico Delbonis         | Rubén Ramírez Hidalgo Blaž Kavčič Gastón Gaudio Nicolás Massú                   |
| 17 maggio | Cremona Challenger 2010 Cremona, Italia Serie regolari 30 000 € - Cemento - 32S/32Q/16D Singolare - Doppio                              | Denis Gremelmayr 6–4, 7–5                                 | Marius Copil                           | Bernard Tomić Alexander Peya            | Marco Crugnola Gō Soeda Matthias Bachinger Andrea Stoppini                      |
| 17 maggio | Cremona Challenger 2010 Cremona, Italia Serie regolari 30 000 € - Cemento - 32S/32Q/16D Singolare - Doppio                              | Alexander Peya Martin Slanar 7–5, 7–5                     | Rik De Voest Izak van der Merwe        | Bernard Tomić Alexander Peya            | Marco Crugnola Gō Soeda Matthias Bachinger Andrea Stoppini                      |
| 17 maggio | Fergana Challenger 2010 Fergana, Uzbekistan Serie regolari 35 000 $ - Cemento - 32S/32Q/16D Singolare - Doppio                          | Evgenij Kirillov 6–3, 2–6, 6–2                            | Zhang Ze                               | Aleksandr Kudrjavcev Kim Young-Jun      | Noam Okun Andrej Martin Gong Mao-Xin Brendan Evans                              |
| 17 maggio | Fergana Challenger 2010 Fergana, Uzbekistan Serie regolari 35 000 $ - Cemento - 32S/32Q/16D Singolare - Doppio                          | Brendan Evans Toshihide Matsui 3–6, 6–3, [10–8]           | Gong Mao-Xin Li Zhe                    | Aleksandr Kudrjavcev Kim Young-Jun      | Noam Okun Andrej Martin Gong Mao-Xin Brendan Evans                              |
| 24 maggio | Alessandria Challenger 2010 Alessandria, Italia Serie regolari 30 000 € - Terra rossa - 32S/32Q/16D Singolare - Doppio                  | Björn Phau 7–6(6), 2–6, 6–2                               | Carlos Berlocq                         | Reda El Amrani Juan Pablo Brzezicki     | Lukáš Rosol João Souza Simone Vagnozzi Daniel Muñoz de la Nava                  |
| 24 maggio | Alessandria Challenger 2010 Alessandria, Italia Serie regolari 30 000 € - Terra rossa - 32S/32Q/16D Singolare - Doppio                  | Ivan Dodig Lovro Zovko 6–4, 6–4                           | Marco Crugnola Daniel Muñoz de la Nava | Reda El Amrani Juan Pablo Brzezicki     | Lukáš Rosol João Souza Simone Vagnozzi Daniel Muñoz de la Nava                  |
| 24 maggio | USTA LA Tennis Open 2010 Carson, USA Serie regolari 50 000 $ - Cemento - 32S/32Q/16D Singolare - Doppio                                 | Donald Young 6–4, 6–4                                     | Robert Kendrick                        | Peter Polansky Lester Cook              | Marinko Matosevic Dayne Kelly Tim Smyczek Alex Kuznetsov                        |
| 24 maggio | USTA LA Tennis Open 2010 Carson, USA Serie regolari 50 000 $ - Cemento - 32S/32Q/16D Singolare - Doppio                                 | Brian Battistone Nicholas Monroe 5–7, 6–3, [10–4]         | Artëm Sitak Leonardo Tavares           | Peter Polansky Lester Cook              | Marinko Matosevic Dayne Kelly Tim Smyczek Alex Kuznetsov                        |
| 31 maggio | Franken Challenge 2010 Fürth, Germania Serie regolari 42 500 € - Terra rossa - 32S/32Q/16D Singolare - Doppio                           | Robin Haase 6–4, 6–2                                      | Tobias Kamke                           | Julian Reister Simon Greul              | Dieter Kindlmann Michail Kukuškin Vincent Millot Marcel Zimmermann              |
| 31 maggio | Franken Challenge 2010 Fürth, Germania Serie regolari 42 500 € - Terra rossa - 32S/32Q/16D Singolare - Doppio                           | Dustin Brown Rameez Junaid 6–3, 6–1                       | Martin Emmrich Joseph Sirianni         | Julian Reister Simon Greul              | Dieter Kindlmann Michail Kukuškin Vincent Millot Marcel Zimmermann              |
| 31 maggio | Nottingham Trophy 2010 Nottingham, Gran Bretagna Serie regolari 42 500 € - Erba - 32S/32Q/16D Singolare - Doppio                        | Ričardas Berankis 6–4, 6–4                                | Gō Soeda                               | Adrian Mannarino Andre Begemann         | Simon Stadler Ryan Harrison Alexander Ward Marsel İlhan                         |
| 31 maggio | Nottingham Trophy 2010 Nottingham, Gran Bretagna Serie regolari 42 500 € - Erba - 32S/32Q/16D Singolare - Doppio                        | Colin Fleming Ken Skupski 7–6(3), 6–4                     | Eric Butorac Scott Lipsky              | Adrian Mannarino Andre Begemann         | Simon Stadler Ryan Harrison Alexander Ward Marsel İlhan                         |
| 31 maggio | Unicredit Czech Open 2010 Prostějov, Repubblica Ceca Serie regolari 106 500 € - Terra rossa - 32S/32Q/16D Singolare - Doppio            | Jan Hájek 6–0, rit.                                       | Radek Štěpánek                         | Andrej Golubev Jaroslav Pospíšil        | Jarkko Nieminen Olivier Rochus Albert Ramos Viñolas Frederico Gil               |
| 31 maggio | Unicredit Czech Open 2010 Prostějov, Repubblica Ceca Serie regolari 106 500 € - Terra rossa - 32S/32Q/16D Singolare - Doppio            | Marcel Granollers David Marrero 3–6, 6–4, [10–8]          | Johan Brunström Jean-Julien Rojer      | Andrej Golubev Jaroslav Pospíšil        | Jarkko Nieminen Olivier Rochus Albert Ramos Viñolas Frederico Gil               |
| 31 maggio | Due Ponti Cup 2010 Roma, Italia Serie regolari 42 500 € - Terra rossa - 32S/32Q/16D Singolare - Doppio                                  | Filippo Volandri 6–3, 6–2                                 | Reda El Amrani                         | Antonio Veić Adrian Ungur               | Victor Crivoi Simone Bolelli Dušan Lojda Carlos Berlocq                         |
| 31 maggio | Due Ponti Cup 2010 Roma, Italia Serie regolari 42 500 € - Terra rossa - 32S/32Q/16D Singolare - Doppio                                  | Santiago González Travis Rettenmaier 6–2, 6–4             | Sadik Kadir Purav Raja                 | Antonio Veić Adrian Ungur               | Victor Crivoi Simone Bolelli Dušan Lojda Carlos Berlocq                         |
| 31 maggio | Weil Tennis Academy Challenger 2010 Ojai, USA Serie regolari 50 000 $ - Cemento - 32S/32Q/16D Singolare - Doppio                        | Bobby Reynolds 3–6, 7–5, 7–5                              | Marinko Matosevic                      | Donald Young Brian Dabul                | Paul Capdeville Luka Gregorc Tim Smyczek Lester Cook                            |
| 31 maggio | Weil Tennis Academy Challenger 2010 Ojai, USA Serie regolari 50 000 $ - Cemento - 32S/32Q/16D Singolare - Doppio                        | Artëm Sitak Leonardo Tavares 4–6, 6–4, [10–8]             | Harsh Mankad Izak van der Merwe        | Donald Young Brian Dabul                | Paul Capdeville Luka Gregorc Tim Smyczek Lester Cook                            |

### Giugno
| Settimana | Torneo | Campione                                                | Finalista                               | Semifinalisti                         | Eliminati ai Quarti                                                    |
| --------- | --- | ------------------------------------------------------- | --------------------------------------- | ------------------------------------- | ---------------------------------------------------------------------- |
| 7 giugno  | Košice Open 2010 Košice, Slovacchia Serie regolari 30 000 € – Terra – 32S/32Q/16D Singolare - Doppio                       | Rubén Ramírez Hidalgo 6–3, 6–2                          | Filip Krajinović                        | Michail Kukuškin Caio Zampieri        | Jan Minář Victor Crivoi Jorge Aguilar Miloslav Mečíř                   |
| 7 giugno  | Košice Open 2010 Košice, Slovacchia Serie regolari 30 000 € – Terra – 32S/32Q/16D Singolare - Doppio                       | Miloslav Mecir Marek Semjan 3–6, 6–1, [13–11]           | Ricardo Hocevar Caio Zampieri           | Michail Kukuškin Caio Zampieri        | Jan Minář Victor Crivoi Jorge Aguilar Miloslav Mečíř                   |
| 7 giugno  | Challenger Lugano 2010 Lugano, Svizzera Serie regolari 85 000 € – Terra – 32S/32Q/16D Singolare - Doppio                   | Stan Wawrinka 6(2)–7, 6–2, 6–1                          | Potito Starace                          | Tejmuraz Gabašvili Alberto Martín     | Alessio Di Mauro Adrian Ungur Martin Fischer Vincent Millot            |
| 7 giugno  | Challenger Lugano 2010 Lugano, Svizzera Serie regolari 85 000 € – Terra – 32S/32Q/16D Singolare - Doppio                   | Frederico Gil Christophe Rochus 7–5, 7–6(3)             | Santiago González Travis Rettenmaier    | Tejmuraz Gabašvili Alberto Martín     | Alessio Di Mauro Adrian Ungur Martin Fischer Vincent Millot            |
| 14 giugno | Bytom Open 2010 Bytom, Polonia Serie regolari 30 000 € – Terra rossa – 32S/32Q/16D Singolare - Doppio                      | Pere Riba 6–0, 6–3                                      | Facundo Bagnis                          | Jaroslav Pospíšil Matthias Bachinger  | Jerzy Janowicz Nikola Mektić Marius Copil Paul Capdeville              |
| 14 giugno | Bytom Open 2010 Bytom, Polonia Serie regolari 30 000 € – Terra rossa – 32S/32Q/16D Singolare - Doppio                      | Ivo Klec Artem Smyrnov 1–6, 6–3, [10–3]                 | Konstantin Kravčuk Ivan Serheev         | Jaroslav Pospíšil Matthias Bachinger  | Jerzy Janowicz Nikola Mektić Marius Copil Paul Capdeville              |
| 14 giugno | Aspria Tennis Cup 2010 Milano, Italia Serie regolari 30 000 € – Terra rossa – 32S/32Q/16D Singolare - Doppio               | Frederico Gil 6–1, 7–5                                  | Máximo González                         | Rubén Ramírez Hidalgo Diego Junqueira | Carlos Berlocq Gastón Gaudio Michail Kukuškin Adrian Ungur             |
| 14 giugno | Aspria Tennis Cup 2010 Milano, Italia Serie regolari 30 000 € – Terra rossa – 32S/32Q/16D Singolare - Doppio               | James Cerretani Jeff Coetzee 6–4, 7–5                   | Daniele Bracciali Rubén Ramírez Hidalgo | Rubén Ramírez Hidalgo Diego Junqueira | Carlos Berlocq Gastón Gaudio Michail Kukuškin Adrian Ungur             |
| 21 giugno | Marburg Open 2010 Marburgo, Germania Serie regolari 30 000 € – Terra rossa – 32S/32Q/16D Singolare - Doppio                | Simone Vagnozzi 2–6, 6–3, 7–5                           | Ivo Minář                               | Grigor Dimitrov Jaroslav Pospíšil     | Pavol Červenák Conor Niland Guillaume Rufin Daniel Muñoz de la Nava    |
| 21 giugno | Marburg Open 2010 Marburgo, Germania Serie regolari 30 000 € – Terra rossa – 32S/32Q/16D Singolare - Doppio                | Matthias Bachinger Denis Gremelmayr 6–4, 6–4            | Guillermo Olaso Grega Žemlja            | Grigor Dimitrov Jaroslav Pospíšil     | Pavol Červenák Conor Niland Guillaume Rufin Daniel Muñoz de la Nava    |
| 21 giugno | Camparini Gioielli Cup 2010 Reggio Emilia, Italia Serie regolari 42 500 € – Terra rossa – 32S/32Q/16D Singolare - Doppio   | Carlos Berlocq 6–0, 7–6(1)                              | Pablo Andújar                           | Adrian Ungur Federico Delbonis        | Filippo Volandri Paul Capdeville Daniel Köllerer Thomas Fabbiano       |
| 21 giugno | Camparini Gioielli Cup 2010 Reggio Emilia, Italia Serie regolari 42 500 € – Terra rossa – 32S/32Q/16D Singolare - Doppio   | Philipp Oswald Martin Slanar 6–2, 5–7, [10–6]           | Sadik Kadir Purav Raja                  | Adrian Ungur Federico Delbonis        | Filippo Volandri Paul Capdeville Daniel Köllerer Thomas Fabbiano       |
| 28 giugno | Nord LB Open 2010 Braunschweig, Germania Serie regolari 106 500 €+H – Terra rossa– 32S/32Q/16D Singolare - Doppio          | Michail Kukuškin 6–2, 3–0 rit.                          | Marcos Daniel                           | Olivier Patience Stéphane Bohli       | Robin Vik Federico Delbonis Steve Darcis Jurij Ščukin                  |
| 28 giugno | Nord LB Open 2010 Braunschweig, Germania Serie regolari 106 500 €+H – Terra rossa– 32S/32Q/16D Singolare - Doppio          | Leonardo Tavares Simone Vagnozzi 7–5, 7–6(4)            | Igor' Kunicyn Jurij Ščukin              | Olivier Patience Stéphane Bohli       | Robin Vik Federico Delbonis Steve Darcis Jurij Ščukin                  |
| 28 giugno | Sporting Challenger 2010 Torino, Italia Tretorn SERIE+ 85 000 €+H – Terra (Rossa) – 32S/32Q/16D Singolare - Doppio         | Simone Bolelli 7–6(7), 6–2                              | Potito Starace                          | Carlos Berlocq Daniel Gimeno Traver   | Frederico Gil Charles-Antoine Brézac Filippo Volandri Alessio Di Mauro |
| 28 giugno | Sporting Challenger 2010 Torino, Italia Tretorn SERIE+ 85 000 €+H – Terra (Rossa) – 32S/32Q/16D Singolare - Doppio         | Carlos Berlocq Frederico Gil 6–3, 7–6(5)                | Daniele Bracciali Potito Starace        | Carlos Berlocq Daniel Gimeno Traver   | Frederico Gil Charles-Antoine Brézac Filippo Volandri Alessio Di Mauro |
| 28 giugno | Nielsen USTA Pro Tennis Championship 2010 Winnetka, USA Serie regolari 50 000 $ – Cemento – 32S/21Q/16D Singolare - Doppio | Tim Smyczek 6–1, 1–6, 6–1                               | Brian Dabul                             | Daniel Young Michael Russell          | Björn Phau Lester Cook Milos Raonic Rik De Voest                       |
| 28 giugno | Nielsen USTA Pro Tennis Championship 2010 Winnetka, USA Serie regolari 50 000 $ – Cemento – 32S/21Q/16D Singolare - Doppio | Ryler DeHeart Pierre-Ludovic Duclos 7–6(4), 4–6, [10–8] | Rik De Voest Somdev Devvarman           | Daniel Young Michael Russell          | Björn Phau Lester Cook Milos Raonic Rik De Voest                       |
| 28 giugno | Arad Challenger 2010 Arad, Romania Serie regolari 30 000 €+H – Terra – 32S/32Q/16D Singolare - Doppio                      | David Guez 6–3, 6–1                                     | Benoît Paire                            | Victor Crivoi Daniel Muñoz de la Nava | Antonio Veić Pavol Červenák Boris Pašanski Dušan Lojda                 |
| 28 giugno | Arad Challenger 2010 Arad, Romania Serie regolari 30 000 €+H – Terra – 32S/32Q/16D Singolare - Doppio                      | Daniel Muñoz de la Nava Sergio Pérez Pérez 6–4, 6–1     | Franco Skugor Ivan Zovko                | Victor Crivoi Daniel Muñoz de la Nava | Antonio Veić Pavol Červenák Boris Pašanski Dušan Lojda                 |

### Luglio
| Settimana | Torneo | Campione                                                   | Finalista                                 | Semifinalisti                          | Eliminati ai Quarti                                                     |
| --------- | --- | ---------------------------------------------------------- | ----------------------------------------- | -------------------------------------- | ----------------------------------------------------------------------- |
| 5 luglio  | Open Diputación Ciudad de Pozoblanco 2010 Pozoblanco, Spagna Tretorn SERIE+ 85 000 €+H – Cemento – 32S/32Q/16D Singolare – Doppio | Rubén Ramírez Hidalgo 7–6(6), 6–4                          | Roberto Bautista Agut                     | Daniel King-Turner Konstantin Kravčuk  | Gero Kretschmer Niels Desein Aleksandr Kudrjavcev Jan Hernych           |
| 5 luglio  | Open Diputación Ciudad de Pozoblanco 2010 Pozoblanco, Spagna Tretorn SERIE+ 85 000 €+H – Cemento – 32S/32Q/16D Singolare – Doppio | Marcel Granollers Gerard Granollers Pujol 6–4, 4–6, [10–4] | Brian Battistone Filip Prpic              | Daniel King-Turner Konstantin Kravčuk  | Gero Kretschmer Niels Desein Aleksandr Kudrjavcev Jan Hernych           |
| 5 luglio  | Siemens Open 2010 Scheveningen, Paesi Bassi Tretorn SERIE+ 42 500 €+H – Terra rossa – 32S/32Q/16D Singolare – Doppio              | Denis Gremelmayr 7–5, 6–4                                  | Thomas Schoorel                           | Steve Darcis Jurij Ščukin              | Jasper Smit Tobias Kamke Alexandre Sidorenko Jerzy Janowicz             |
| 5 luglio  | Siemens Open 2010 Scheveningen, Paesi Bassi Tretorn SERIE+ 42 500 €+H – Terra rossa – 32S/32Q/16D Singolare – Doppio              | Franco Ferreiro Harsh Mankad 6–4, 3–6, [10–7]              | Rameez Junaid Philipp Marx                | Steve Darcis Jurij Ščukin              | Jasper Smit Tobias Kamke Alexandre Sidorenko Jerzy Janowicz             |
| 5 luglio  | Oberstaufen Cup 2010 Oberstaufen, Germania Serie regolari 30 000 €+H – Terra rossa – 32S/32Q/16D Singolare – Doppio               | Martin Fischer 6–3, 6–4                                    | Cedrik-Marcel Stebe                       | Simon Greul Julian Reister             | Miša Zverev Hans Podlipnik-Castillo Marcel Zimmermann Peter Gojowczyk   |
| 5 luglio  | Oberstaufen Cup 2010 Oberstaufen, Germania Serie regolari 30 000 €+H – Terra rossa – 32S/32Q/16D Singolare – Doppio               | Frank Moser Lukáš Rosol 6–0, 7–5                           | Hans Podlipnik-Castillo Max Raditschnigg  | Simon Greul Julian Reister             | Miša Zverev Hans Podlipnik-Castillo Marcel Zimmermann Peter Gojowczyk   |
| 5 luglio  | Carisap Tennis Cup 2010 San Benedetto del Tronto, Italia Serie regolari 30 000 €+H – Terra rossa – 32S/32Q/16D Singolare – Doppio | Carlos Berlocq 6–3, 4–6, 6–4                               | Daniel Gimeno Traver                      | Albert Ramos Viñolas Adrian Ungur      | Pere Riba Dušan Lojda Paolo Lorenzi Martin Kližan                       |
| 5 luglio  | Carisap Tennis Cup 2010 San Benedetto del Tronto, Italia Serie regolari 30 000 €+H – Terra rossa – 32S/32Q/16D Singolare – Doppio | Thomas Fabbiano Gabriel Trujillo Soler 7–6(4), 7–6(5)      | Francesco Aldi Daniele Giorgini           | Albert Ramos Viñolas Adrian Ungur      | Pere Riba Dušan Lojda Paolo Lorenzi Martin Kližan                       |
| 12 luglio | Seguros Bolívar Open Bogotá 2010 Bogotà, Colombia Serie regolari 125 000 €+H – Terra rossa – 32S/32Q/16D Singolare – Doppio       | Robert Farah 6–3, 2–6, 7–6(3)                              | Carlos Salamanca                          | Sebastián Decoud Juan Sebastián Cabal  | Santiago Giraldo Marcos Daniel Eduardo Struvay Alejandro González       |
| 12 luglio | Seguros Bolívar Open Bogotá 2010 Bogotà, Colombia Serie regolari 125 000 €+H – Terra rossa – 32S/32Q/16D Singolare – Doppio       | Juan Sebastián Cabal Robert Farah 7–6(4), 6–4              | Víctor Estrella Burgos Alejandro González | Sebastián Decoud Juan Sebastián Cabal  | Santiago Giraldo Marcos Daniel Eduardo Struvay Alejandro González       |
| 12 luglio | Comerica Bank Challenger 2010 Aptos, USA Serie regolari 75 000 € – Cemento – 32S/32Q/16D Singolare – Doppio                       | Marinko Matosevic 6–4, 6–2                                 | Donald Young                              | Carsten Ball Somdev Devvarman          | Simon Stadler Brydan Klein Ilija Bozoljac Alex Bogdanović               |
| 12 luglio | Comerica Bank Challenger 2010 Aptos, USA Serie regolari 75 000 € – Cemento – 32S/32Q/16D Singolare – Doppio                       | Carsten Ball Chris Guccione 6–1, 6–3                       | Adam Feeney Greg Jones                    | Carsten Ball Somdev Devvarman          | Simon Stadler Brydan Klein Ilija Bozoljac Alex Bogdanović               |
| 12 luglio | Riviera di Rimini Challenger 2010 Rimini, Italia Serie regolari 42 500 €+H – Terra rossa – 32S/32Q/16D Singolare – Doppio         | Paolo Lorenzi 6–2, 6–0                                     | Federico Delbonis                         | Juan Pablo Brzezicki Alessio Di Mauro  | Denis Gremelmayr Ivan Dodig Daniele Giorgini Adrian Ungur               |
| 12 luglio | Riviera di Rimini Challenger 2010 Rimini, Italia Serie regolari 42 500 €+H – Terra rossa – 32S/32Q/16D Singolare – Doppio         | Giulio di Meo Adrian Ungur 7–6(6), 3–6, [10–7]             | Juan Pablo Brzezicki Alexander Peya       | Juan Pablo Brzezicki Alessio Di Mauro  | Denis Gremelmayr Ivan Dodig Daniele Giorgini Adrian Ungur               |
| 19 luglio | Poznań Porsche Open 2010 Poznań, Polonia Tretorn SERIE+ 85 000 €+H – Terra rossa – 32S/32Q/16D Singolare – Doppio                 | Denis Gremelmayr 6–1, 6–2                                  | Andrej Kuznecov                           | Dušan Lojda Daniel Muñoz de la Nava    | Peter Luczak Rui Machado Jonathan Dasnières de Veigy Frederico Gil      |
| 19 luglio | Poznań Porsche Open 2010 Poznań, Polonia Tretorn SERIE+ 85 000 €+H – Terra rossa – 32S/32Q/16D Singolare – Doppio                 | Rui Machado Daniel Muñoz de la Nava 6–2, 6–3               | James Cerretani Adil Shamasdin            | Dušan Lojda Daniel Muñoz de la Nava    | Peter Luczak Rui Machado Jonathan Dasnières de Veigy Frederico Gil      |
| 19 luglio | Trofeo Bellaveglia 2010 Orbetello, Italia Serie regolari 64 000 €+H – Terra rossa – 32S/32Q/16D Singolare – Doppio                | Pablo Andújar 6–4, 6–3                                     | Édouard Roger-Vasselin                    | Adrian Ungur Evgenij Donskoj           | Juan Martín Aranguren Paolo Lorenzi Robin Haase Gianluca Naso           |
| 19 luglio | Trofeo Bellaveglia 2010 Orbetello, Italia Serie regolari 64 000 €+H – Terra rossa – 32S/32Q/16D Singolare – Doppio                | Alessio Di Mauro Alessandro Motti 6–2, 3–6, [10–3]         | Nikola Mektić Ivan Zovko                  | Adrian Ungur Evgenij Donskoj           | Juan Martín Aranguren Paolo Lorenzi Robin Haase Gianluca Naso           |
| 19 luglio | Fifth Third Bank Tennis Championships 2010 Lexington, USA Serie regolari 50 000 € – Cemento – 32S/32Q/16D Singolare – Doppio      | Carsten Ball 6–4, 7–6(1)                                   | Jesse Levine                              | Alex Kuznetsov Alex Bogomolov Jr.      | Peter Polansky Kevin Kim Serhij Bubka Paul Capdeville                   |
| 19 luglio | Fifth Third Bank Tennis Championships 2010 Lexington, USA Serie regolari 50 000 € – Cemento – 32S/32Q/16D Singolare – Doppio      | Raven Klaasen Izak van der Merwe 5–7, 6–4, [10–7]          | Kaden Hensel Adam Hubble                  | Alex Kuznetsov Alex Bogomolov Jr.      | Peter Polansky Kevin Kim Serhij Bubka Paul Capdeville                   |
| 19 luglio | Penza Cup 2010 Penza, Russia Serie regolari 50 000 € – Cemento – 32S/32Q/16D Singolare – Doppio                                   | Michail Kukuškin 6–3, 6(3)–7, 6–3                          | Konstantin Kravčuk                        | Valerij Rudnev Uladzimir Ihnacik       | Aleksandr Kudrjavcev Andrej Kumancov Íñigo Cervantes Conor Niland       |
| 19 luglio | Penza Cup 2010 Penza, Russia Serie regolari 50 000 € – Cemento – 32S/32Q/16D Singolare – Doppio                                   | Michail Elgin Nikolaus Moser 6–4, 6–4                      | Aljaksandr Bury Kiryl Harbatsiuk          | Valerij Rudnev Uladzimir Ihnacik       | Aleksandr Kudrjavcev Andrej Kumancov Íñigo Cervantes Conor Niland       |
| 19 luglio | Guzzini Challenger 2010 Recanati, Italia Serie regolari 30 000 €+H – Cemento – 32S/32Q/16D Singolare – Doppio                     | Stéphane Bohli 6–0, 3–6, 7–6(5)                            | Adrian Mannarino                          | Charles-Antoine Brézac Josselin Ouanna | David Guez Riccardo Ghedin Ivo Klec Leonardo Tavares                    |
| 19 luglio | Guzzini Challenger 2010 Recanati, Italia Serie regolari 30 000 €+H – Cemento – 32S/32Q/16D Singolare – Doppio                     | Jamie Delgado Lovro Zovko 7–6(6), 6–1                      | Charles-Antoine Brézac Vincent Stouff     | Charles-Antoine Brézac Josselin Ouanna | David Guez Riccardo Ghedin Ivo Klec Leonardo Tavares                    |
| 26 luglio | Zucchetti Kos Tennis Cup 2010 Cordenons, Italia Tretorn SERIE+ 85 000 €+H – Terra rossa – 32S/32Q/16D Singolare – Doppio          | Steve Darcis 6–2, 6–4                                      | Daniel Muñoz de la Nava                   | Vincent Millot Robin Haase             | Lukáš Rosol Thomas Schoorel Édouard Roger-Vasselin Juan Pablo Brzezicki |
| 26 luglio | Zucchetti Kos Tennis Cup 2010 Cordenons, Italia Tretorn SERIE+ 85 000 €+H – Terra rossa – 32S/32Q/16D Singolare – Doppio          | Robin Haase Rogier Wassen 7–6(14), 7–5                     | James Cerretani Adil Shamasdin            | Vincent Millot Robin Haase             | Lukáš Rosol Thomas Schoorel Édouard Roger-Vasselin Juan Pablo Brzezicki |
| 26 luglio | Challenger Banque Nationale de Granby 2010 Granby, Canada Serie regolari 50 000 $+H – Cemento – 32S/32Q/16D Singolare – Doppio    | Tobias Kamke 6–3, 7–6(4)                                   | Milos Raonic                              | Frank Dancevic Gō Soeda                | Greg Jones Takao Suzuki Paul Capdeville Brydan Klein                    |
| 26 luglio | Challenger Banque Nationale de Granby 2010 Granby, Canada Serie regolari 50 000 $+H – Cemento – 32S/32Q/16D Singolare – Doppio    | Frederik Nielsen Joseph Sirianni 4–6, 6–4, [10–6]          | Sanchai Ratiwatana Sonchat Ratiwatana     | Frank Dancevic Gō Soeda                | Greg Jones Takao Suzuki Paul Capdeville Brydan Klein                    |
| 26 luglio | Mordovia Cup 2010 Saransk, Russia Serie regolari 50 000 $ – Terra rossa – 32S/32Q/16D Singolare – Doppio                          | Ivan Serheev 7–6(2), 6–1                                   | Marek Semjan                              | Evgenij Donskoj Andrej Kuznecov        | Michail Kukuškin Guillermo Olaso Laurent Recouderc Conor Niland         |
| 26 luglio | Mordovia Cup 2010 Saransk, Russia Serie regolari 50 000 $ – Terra rossa – 32S/32Q/16D Singolare – Doppio                          | Il'ja Beljaev Michail Elgin 3–6, 7–6(6), [11–9]            | Denys Molčanov Artem Smyrnov              | Evgenij Donskoj Andrej Kuznecov        | Michail Kukuškin Guillermo Olaso Laurent Recouderc Conor Niland         |
| 26 luglio | Tampere Open 2010 Tampere, Finlandia Serie regolari 42 500 € – Terra rossa – 32S/32Q/16D Singolare – Doppio                       | Éric Prodon 6–4, 6–4                                       | Leonardo Tavares                          | Simon Stadler Óscar Hernández          | Matteo Viola Alberto Brizzi Martín Alund Yannick Mertens                |
| 26 luglio | Tampere Open 2010 Tampere, Finlandia Serie regolari 42 500 € – Terra rossa – 32S/32Q/16D Singolare – Doppio                       | João Sousa Leonardo Tavares 7–6(3), 7–5                    | Andis Juška Deniss Pavlovs                | Simon Stadler Óscar Hernández          | Matteo Viola Alberto Brizzi Martín Alund Yannick Mertens                |

### Agosto
| Settimana | Torneo | Campione                                             | Finalista                                | Semifinalisti                        | Eliminati ai Quarti                                                      |
| --------- | --- | ---------------------------------------------------- | ---------------------------------------- | ------------------------------------ | ------------------------------------------------------------------------ |
| 2 agosto  | Odlum Brown Vancouver Open 2010 Vancouver, Canada Serie regolari 100 000 $ - Cemento - 32S/17Q/16D/3Q Singolare - Doppio                    | Dudi Sela 7–5, 6–2                                   | Ričardas Berankis                        | Taylor Dent Lester Cook              | Bobby Reynolds Marinko Matosevic Jesse Levine James Ward                 |
| 2 agosto  | Odlum Brown Vancouver Open 2010 Vancouver, Canada Serie regolari 100 000 $ - Cemento - 32S/17Q/16D/3Q Singolare - Doppio                    | Treat Conrad Huey Dominic Inglot 6–4, 7–5            | Ryan Harrison Jesse Levine               | Taylor Dent Lester Cook              | Bobby Reynolds Marinko Matosevic Jesse Levine James Ward                 |
| 2 agosto  | Open Castilla y León 2010 Segovia, Spagna Tretorn SERIE+ 85 000 € +H - Cemento - 32S/29Q/16D Singolare - Doppio                             | Daniel Gimeno Traver 6–4, 7–6(2)                     | Adrian Mannarino                         | Vincent Millot Jesse Huta Galung     | Yannick Mertens Nicolas Mahut Aleksandr Kudrjavcev Roberto Bautista Agut |
| 2 agosto  | Open Castilla y León 2010 Segovia, Spagna Tretorn SERIE+ 85 000 € +H - Cemento - 32S/29Q/16D Singolare - Doppio                             | Thyago Alves Franco Ferreiro 6–2, 5–7, [10–8]        | Brian Battistone Harsh Mankad            | Vincent Millot Jesse Huta Galung     | Yannick Mertens Nicolas Mahut Aleksandr Kudrjavcev Roberto Bautista Agut |
| 2 agosto  | San Marino CEPU Open 2010 San Marino, San Marino Tretorn SERIE+ 85 000 €+H - Terra rossa - 32S/24Q/16D Singolare - Doppio                   | Robin Haase 6–2, 7–6(8)                              | Filippo Volandri                         | Potito Starace Flavio Cipolla        | Carlos Berlocq Rui Machado Pere Riba Jorge Aguilar                       |
| 2 agosto  | San Marino CEPU Open 2010 San Marino, San Marino Tretorn SERIE+ 85 000 €+H - Terra rossa - 32S/24Q/16D Singolare - Doppio                   | Daniele Bracciali Lovro Zovko 3–6, 6–2, [10–5]       | Yves Allegro James Cerretani             | Potito Starace Flavio Cipolla        | Carlos Berlocq Rui Machado Pere Riba Jorge Aguilar                       |
| 2 agosto  | Beijing International Challenger 2010 Pechino, Cina Serie regolari 75 000 $+H – Cemento – 32S/32Q/16D Singolare - Doppio                    | Franko Škugor 4–6, 6–4, 6–3                          | Laurent Recouderc                        | Gong Maoxin Jun Woong-sun            | Conor Niland Wu Di Bai Yan Andrej Kumancov                               |
| 2 agosto  | Beijing International Challenger 2010 Pechino, Cina Serie regolari 75 000 $+H – Cemento – 32S/32Q/16D Singolare - Doppio                    | Pierre-Ludovic Duclos Artëm Sitak 7–6(4), 7–6(5)     | Sadik Kadir Purav Raja                   | Gong Maoxin Jun Woong-sun            | Conor Niland Wu Di Bai Yan Andrej Kumancov                               |
| 2 agosto  | Austrian Open Kitzbühel 2010 Kitzbühel, Austria Serie regolari 64 000 €+H – Terra rossa – 32S/32Q/16D Singolare - Doppio                    | Andreas Seppi 6–2, 6–1                               | Victor Crivoi                            | Pablo Cuevas Andreas Haider-Maurer   | Daniel Köllerer Ivo Minář Peter Luczak Lukáš Rosol                       |
| 2 agosto  | Austrian Open Kitzbühel 2010 Kitzbühel, Austria Serie regolari 64 000 €+H – Terra rossa – 32S/32Q/16D Singolare - Doppio                    | Dustin Brown Rogier Wassen 3–6, 7–5, [10–7]          | Hans Podlipnik-Castillo Max Raditschnigg | Pablo Cuevas Andreas Haider-Maurer   | Daniel Köllerer Ivo Minář Peter Luczak Lukáš Rosol                       |
| 2 agosto  | MasterCard Tennis Cup 2010 Campos do Jordão, Brasile Serie regolari 50 000 $+H - Cemento - 32S/32Q/16D Singolare - Doppio                   | Izak van der Merwe 7–6(6), 6–3                       | Ricardo Mello                            | Giovanni Lapentti Robert Farah       | Juan Sebastián Cabal Ricardo Hocevar Caio Zampieri Riccardo Ghedin       |
| 2 agosto  | MasterCard Tennis Cup 2010 Campos do Jordão, Brasile Serie regolari 50 000 $+H - Cemento - 32S/32Q/16D Singolare - Doppio                   | Rogério Dutra da Silva Júlio Silva 7–6(3), 6–2       | Vítor Manzini Pedro Zerbinni             | Giovanni Lapentti Robert Farah       | Juan Sebastián Cabal Ricardo Hocevar Caio Zampieri Riccardo Ghedin       |
| 9 agosto  | American Express - TED Open 2010 Istanbul, Turchia Serie regolari 100 000 $+H - Cemento - 32S/16Q/16D Singolare - Doppio                    | Adrian Mannarino 6–4, 3–6, 6–3                       | Michail Kukuškin                         | Igor' Kunicyn Frederico Gil          | Adrian Ungur João Sousa Konstantin Kravčuk Martin Fischer                |
| 9 agosto  | American Express - TED Open 2010 Istanbul, Turchia Serie regolari 100 000 $+H - Cemento - 32S/16Q/16D Singolare - Doppio                    | Leoš Friedl Dušan Vemić 7–6(6), 7–6(3)               | Brian Battistone Andreas Siljeström      | Igor' Kunicyn Frederico Gil          | Adrian Ungur João Sousa Konstantin Kravčuk Martin Fischer                |
| 9 agosto  | LG&T Tennis Challenger 2010 Binghamton, USA Serie regolari 50 000 $ - Cemento - 32S/28Q/16D/4Q Singolare - Doppio                           | Kei Nishikori 6–3, 7–6(4)                            | Robert Kendrick                          | Alex Bogomolov Jr. Chris Guccione    | Brian Dabul Jesse Witten Bradley Klahn Gō Soeda                          |
| 9 agosto  | LG&T Tennis Challenger 2010 Binghamton, USA Serie regolari 50 000 $ - Cemento - 32S/28Q/16D/4Q Singolare - Doppio                           | Treat Conrad Huey Dominic Inglot 5–7, 7–6(2), [10–8] | Scott Lipsky2010 David Martin            | Alex Bogomolov Jr. Chris Guccione    | Brian Dabul Jesse Witten Bradley Klahn Gō Soeda                          |
| 9 agosto  | Aberto de Brasília 2010 Brasilia, Brasile Serie regolari 35 000 $+H - Cemento - 32S/28Q/16D Singolare - Doppio                              | Tatsuma Itō 6–4, 6–4                                 | Izak van der Merwe                       | Ricardo Mello Rogério Dutra da Silva | Uladzimir Ihnacik João Souza Louk Sorensen Robert Farah                  |
| 9 agosto  | Aberto de Brasília 2010 Brasilia, Brasile Serie regolari 35 000 $+H - Cemento - 32S/28Q/16D Singolare - Doppio                              | Franco Ferreiro André Sá 7–6(5), 6–3                 | Ricardo Mello Caio Zampieri              | Ricardo Mello Rogério Dutra da Silva | Uladzimir Ihnacik João Souza Louk Sorensen Robert Farah                  |
| 9 agosto  | Samarkand Challenger 2010 Samarcanda, Uzbekistan Serie regolari 35 000 $+H - Terra rossa - 32S/32Q/16D Singolare - Doppio                   | Andrej Martin 6–4, 7–5                               | Marek Semjan                             | Jürgen Zopp Andis Juška              | Blaž Kavčič Valerij Rudnev Michael Venus Yang Tsung-hua                  |
| 9 agosto  | Samarkand Challenger 2010 Samarcanda, Uzbekistan Serie regolari 35 000 $+H - Terra rossa - 32S/32Q/16D Singolare - Doppio                   | Andis Juška Deniss Pavlovs 7–5, 6–3                  | Lee Hsin-han Yang Tsung-hua              | Jürgen Zopp Andis Juška              | Blaž Kavčič Valerij Rudnev Michael Venus Yang Tsung-hua                  |
| 9 agosto  | Trani Cup 2010 Trani, Italia Serie regolari 30 000 €+H - Terra rossa - 32S/16Q/16D Singolare - Doppio                                       | Jesse Huta Galung 7–6(3), 6–4                        | Filippo Volandri                         | Leonardo Tavares Matteo Trevisan     | Jerzy Janowicz Francesco Aldi Flavio Cipolla Daniele Giorgini            |
| 9 agosto  | Trani Cup 2010 Trani, Italia Serie regolari 30 000 €+H - Terra rossa - 32S/16Q/16D Singolare - Doppio                                       | Thomas Fabbiano Matteo Trevisan 6–2, 7–5             | Daniele Bracciali Filippo Volandri       | Leonardo Tavares Matteo Trevisan     | Jerzy Janowicz Francesco Aldi Flavio Cipolla Daniele Giorgini            |
| 16 agosto | Aberto de Bahia 2010 Salvador, Brasile Serie regolari 35 000 $+H - Cemento - 32S/32Q/16D Singolare - Doppio                                 | Ricardo Mello 5–7, 6–4, 6–4                          | Thyago Alves                             | Matthew Ebden Uladzimir Ihnacik      | Yūichi Sugita Caio Zampieri David Guez Louk Sorensen                     |
| 16 agosto | Aberto de Bahia 2010 Salvador, Brasile Serie regolari 35 000 $+H - Cemento - 32S/32Q/16D Singolare - Doppio                                 | Franco Ferreiro André Sá 6–2, 6–4                    | Uladzimir Ihnacik Martin Kližan          | Matthew Ebden Uladzimir Ihnacik      | Yūichi Sugita Caio Zampieri David Guez Louk Sorensen                     |
| 16 agosto | Karshi Challenger 2010 Karshi, Uzbekistan Serie regolari 35 000 $+H - Cemento - 32S/32Q/16D Singolare - Doppio                              | Blaž Kavčič 7–6(6), 7–6(5)                           | Michael Venus                            | Vishnu Vardhan Yang Tsung-hua        | Carles Poch Gradin Marek Semjan Miloslav Mečíř Jan Minář                 |
| 16 agosto | Karshi Challenger 2010 Karshi, Uzbekistan Serie regolari 35 000 $+H - Cemento - 32S/32Q/16D Singolare - Doppio                              | Gong Maoxin Li Zhe 6–3, 6–1                          | Divij Sharan Vishnu Vardhan              | Vishnu Vardhan Yang Tsung-hua        | Carles Poch Gradin Marek Semjan Miloslav Mečíř Jan Minář                 |
| 16 agosto | Concurso Int'l de Tenis - San Sebastián 2010 San Sebastián, Spagna Serie regolari 30 000 €+H - Terra rossa - 32S/21Q/16D Singolare - Doppio | Albert Ramos Viñolas 6–4, 6–2                        | Benoît Paire                             | Julian Reister Rubén Ramírez Hidalgo | Jorge Aguilar Gianluca Naso Thomas Schoorel Jesse Huta Galung            |
| 16 agosto | Concurso Int'l de Tenis - San Sebastián 2010 San Sebastián, Spagna Serie regolari 30 000 €+H - Terra rossa - 32S/21Q/16D Singolare - Doppio | Rubén Ramírez Hidalgo Santiago Ventura 6–4, 7–6(3)   | Brian Battistone Andreas Siljeström      | Julian Reister Rubén Ramírez Hidalgo | Jorge Aguilar Gianluca Naso Thomas Schoorel Jesse Huta Galung            |
| 23 agosto | Savoldi-Cò - Trofeo Dimmidisì Manerbio, Italia Serie regolari 64 000 $+H - Terra rossa - 32S/32Q/16D Singolare - Doppio                     | Robin Haase 6–3, 6–2                                 | Marco Crugnola                           | Alberto Brizzi Victor Crivoi         | Filippo Volandri Thomas Schoorel Steve Darcis Alessio Di Mauro           |
| 23 agosto | Savoldi-Cò - Trofeo Dimmidisì Manerbio, Italia Serie regolari 64 000 $+H - Terra rossa - 32S/32Q/16D Singolare - Doppio                     | Robin Haase Thomas Schoorel 6–4, 6–4                 | Diego Junqueira Gabriel Trujillo Soler   | Alberto Brizzi Victor Crivoi         | Filippo Volandri Thomas Schoorel Steve Darcis Alessio Di Mauro           |
| 23 agosto | President's Cup (1) Astana, Kazakistan Serie regolari 50 000 $ - Cemento - 32S/32Q/16D Singolare - Doppio                                   | Igor' Kunicyn 4–6, 7–6(5), 7–6(3)                    | Konstantin Kravčuk                       | Andrej Martin Amir Weintraub         | Hiroki Kondo Michael Venus Marek Semjan Zhang Ze                         |
| 23 agosto | President's Cup (1) Astana, Kazakistan Serie regolari 50 000 $ - Cemento - 32S/32Q/16D Singolare - Doppio                                   | Michail Elgin Nikolaus Moser 6–0, 6–4                | Wu Di Zhang Ze                           | Andrej Martin Amir Weintraub         | Hiroki Kondo Michael Venus Marek Semjan Zhang Ze                         |
| 23 agosto | IPP Trophy 2010 Ginevra, Svizzera Serie regolari 30 000 €+H - Terra rossa - 32S/21Q/16D Singolare - Doppio                                  | Grigor Dimitrov 6–2, 4–6, 6–4                        | Pablo Andújar                            | Éric Prodon David Goffin             | Paolo Lorenzi Albert Ramos Viñolas Laurent Rochette Jonathan Eysseric    |
| 23 agosto | IPP Trophy 2010 Ginevra, Svizzera Serie regolari 30 000 €+H - Terra rossa - 32S/21Q/16D Singolare - Doppio                                  | Gero Kretschmer Alex Satschko 6–3, 4–6, [11–9]       | Philipp Oswald Martin Slanar             | Éric Prodon David Goffin             | Paolo Lorenzi Albert Ramos Viñolas Laurent Rochette Jonathan Eysseric    |
| 30 agosto | Città di Como Challenger 2010 Como, Italia Serie regolari 30 000 $+H - Cemento - 32S/32Q/16D Singolare - Doppio                             | Robin Haase 6–4, 6–3                                 | Ivo Minář                                | Julian Reister Filippo Volandri      | Rui Machado Gianluca Naso Laurent Recouderc Steve Darcis                 |
| 30 agosto | Città di Como Challenger 2010 Como, Italia Serie regolari 30 000 $+H - Cemento - 32S/32Q/16D Singolare - Doppio                             | Frank Moser David Škoch 5–7, 7–6(2), [10–5]          | Martin Emmrich Mateusz Kowalczyk         | Julian Reister Filippo Volandri      | Rui Machado Gianluca Naso Laurent Recouderc Steve Darcis                 |

### Settembre
| Settimana    | Torneo | Campione                                                    | Finalista                                 | Semifinalisti                               | Eliminati ai Quarti                                                               |
| ------------ | --- | ----------------------------------------------------------- | ----------------------------------------- | ------------------------------------------- | --------------------------------------------------------------------------------- |
| 6 settembre  | Genoa Open Challenger 2010 Genova, Italia Serie regolari 85 000 €+H - Terra rossa - 32S/27Q/16D Singolare - Doppio                    | Fabio Fognini 6–4, 6–1                                      | Potito Starace                            | Simone Bolelli Andreas Seppi                | Pablo Andújar Andrej Kumancov Miša Zverev Filippo Volandri                        |
| 6 settembre  | Genoa Open Challenger 2010 Genova, Italia Serie regolari 85 000 €+H - Terra rossa - 32S/27Q/16D Singolare - Doppio                    | Andre Begemann Martin Emmrich 1–6, 7–6(3), [10–7]           | Brian Battistone Andreas Siljeström       | Simone Bolelli Andreas Seppi                | Pablo Andújar Andrej Kumancov Miša Zverev Filippo Volandri                        |
| 6 settembre  | Copa Sevilla 2010 Siviglia, Spagna Serie regolari 42 500 €+H -Terra gialla - 32S/32Q/16D Singolare - Doppio                           | Albert Ramos Viñolas 6–3, 3–6, 7–5                          | Pere Riba                                 | Nikola Ćirić Rui Machado                    | Iván Navarro James Ward Marco Crugnola João Sousa                                 |
| 6 settembre  | Copa Sevilla 2010 Siviglia, Spagna Serie regolari 42 500 €+H -Terra gialla - 32S/32Q/16D Singolare - Doppio                           | Daniel Muñoz de la Nava Santiago Ventura 6–2, 7–5           | Nikola Ćirić Guillermo Olaso              | Nikola Ćirić Rui Machado                    | Iván Navarro James Ward Marco Crugnola João Sousa                                 |
| 6 settembre  | Trophée des Alpilles 2010 Saint-Rémy-de-Provence, France Serie regolari 42 500 €+H - Cemento - 32S/14Q/16D Singolare - Doppio         | Jerzy Janowicz 3–6, 7–6(8), 7–6(6)                          | Édouard Roger-Vasselin                    | Conor Niland Igor' Kunicyn                  | Rainer Schüttler Gilles Müller Josselin Ouanna Stéphane Bohli                     |
| 6 settembre  | Trophée des Alpilles 2010 Saint-Rémy-de-Provence, France Serie regolari 42 500 €+H - Cemento - 32S/14Q/16D Singolare - Doppio         | Gilles Müller Édouard Roger-Vasselin 6–0, 2–6, [13–11]      | Andis Juška Deniss Pavlovs                | Conor Niland Igor' Kunicyn                  | Rainer Schüttler Gilles Müller Josselin Ouanna Stéphane Bohli                     |
| 6 settembre  | TEAN International 2010 Alphen aan den Rijn, Paesi Bassi Serie regolari 42 500 € - Terra rossa - 32S/32Q/16D Singolare - Doppio       | Jesse Huta Galung 6(4)–7, 6–4, 6–4                          | Thomas Schoorel                           | Jan-Lennard Struff Bastian Knittel          | Christophe Rochus Olivier Patience Andreas Beck Simon Greul                       |
| 6 settembre  | TEAN International 2010 Alphen aan den Rijn, Paesi Bassi Serie regolari 42 500 € - Terra rossa - 32S/32Q/16D Singolare - Doppio       | Farruch Dustov Bertram Steinberger 6–4, 6–1                 | Roy Bruggeling Bas van der Valk           | Jan-Lennard Struff Bastian Knittel          | Christophe Rochus Olivier Patience Andreas Beck Simon Greul                       |
| 6 settembre  | Rijeka Open 2010 Fiume, Croazia Serie regolari 30 000 €+H - Terra rossa - 32S/32Q/16D Singolare - Doppio                              | Blaž Kavčič 6–4, 3–6, 7–6(5)                                | Rubén Ramírez Hidalgo                     | Grega Žemlja Carlos Berlocq                 | Andrej Martin Attila Balázs Matthias Bachinger Alberto Brizzi                     |
| 6 settembre  | Rijeka Open 2010 Fiume, Croazia Serie regolari 30 000 €+H - Terra rossa - 32S/32Q/16D Singolare - Doppio                              | Adil Shamasdin Lovro Zovko 1–6, 7–6(9), [10–5]              | Carlos Berlocq 2010 Rubén Ramírez Hidalgo | Grega Žemlja Carlos Berlocq                 | Andrej Martin Attila Balázs Matthias Bachinger Alberto Brizzi                     |
| 6 settembre  | Brașov Challenger 2010 Brașov, Romania Serie regolari 30 000 €+H - Terra rossa - 32S/19Q/15D Singolare - Doppio                       | Éric Prodon 7–6(1), 6–3                                     | Jaroslav Pospíšil                         | Andreas Haider-Maurer Alessio Di Mauro      | Guillermo Alcaide Matteo Trevisan Daniele Giorgini Adrian Ungur                   |
| 6 settembre  | Brașov Challenger 2010 Brașov, Romania Serie regolari 30 000 €+H - Terra rossa - 32S/19Q/15D Singolare - Doppio                       | Flavio Cipolla Daniele Giorgini 6–3, 6–4                    | Radu Albot Andrei Ciumac                  | Andreas Haider-Maurer Alessio Di Mauro      | Guillermo Alcaide Matteo Trevisan Daniele Giorgini Adrian Ungur                   |
| 13 settembre | Pekao Szczecin Open 2010 Stettino, Polonia Tretorn SERIE+ 106 500 €+H - Terra rossa - 32S/31Q/16D Singolare - Doppio                  | Pablo Cuevas 6–1, 6–1                                       | Igor' Andreev                             | Olivier Patience Daniel Muñoz de la Nava    | Lukáš Rosol Tobias Kamke Vincent Millot Julian Reister                            |
| 13 settembre | Pekao Szczecin Open 2010 Stettino, Polonia Tretorn SERIE+ 106 500 €+H - Terra rossa - 32S/31Q/16D Singolare - Doppio                  | Dustin Brown Rogier Wassen 6–4, 7–5                         | Rameez Junaid Philipp Marx                | Olivier Patience Daniel Muñoz de la Nava    | Lukáš Rosol Tobias Kamke Vincent Millot Julian Reister                            |
| 13 settembre | Banja Luka Challenger 2010 Banja Luka, Bosnia ed Erzegovina Serie regolari 64 000 € +H - Terra rossa - 32S/32Q/16D Singolare - Doppio | Marsel İlhan 6–0, 7–6(4)                                    | Pere Riba                                 | Jaroslav Pospíšil Rubén Ramírez Hidalgo     | Filip Krajinović Björn Phau Guillermo Alcaide Il'ja Beljaev                       |
| 13 settembre | Banja Luka Challenger 2010 Banja Luka, Bosnia ed Erzegovina Serie regolari 64 000 € +H - Terra rossa - 32S/32Q/16D Singolare - Doppio | James Cerretani David Škoch 6–1, 6–4                        | Adil Shamasdin Lovro Zovko                | Jaroslav Pospíšil Rubén Ramírez Hidalgo     | Filip Krajinović Björn Phau Guillermo Alcaide Il'ja Beljaev                       |
| 13 settembre | USTA Challenger of Oklahoma 2010 Tulsa, USA Serie regolari 50 000 $ - Cemento - 32S/24Q/16D Singolare - Doppio                        | Bobby Reynolds 6–3, 6–3                                     | Lester Cook                               | Andrew Anderson 2010 Tim Smyczek            | Michael McClune Kevin Kim Jesse Witten Daniel Yoo                                 |
| 13 settembre | USTA Challenger of Oklahoma 2010 Tulsa, USA Serie regolari 50 000 $ - Cemento - 32S/24Q/16D Singolare - Doppio                        | Andrew Anderson Fritz Wolmarans 6–2, 6–3                    | Brett Joelson Chris Klingemann            | Andrew Anderson 2010 Tim Smyczek            | Michael McClune Kevin Kim Jesse Witten Daniel Yoo                                 |
| 13 settembre | Chang-Sat Bangkok Open 2010 (1) Bangkok, Thailandia Serie regolari 35 000 $+H - Cemento - 32S/32Q/16D Singolare - Doppio              | Grigor Dimitrov 6–1, 6–4                                    | Konstantin Kravčuk                        | Sebastian Rieschick Gō Soeda                | James Ward Tatsuma Itō Dmitrij Tursunov Peter Gojowczyk                           |
| 13 settembre | Chang-Sat Bangkok Open 2010 (1) Bangkok, Thailandia Serie regolari 35 000 $+H - Cemento - 32S/32Q/16D Singolare - Doppio              | Gong Maoxin Li Zhe 6–3, 6–4                                 | Yuki Bhambri Ryler DeHeart                | Sebastian Rieschick Gō Soeda                | James Ward Tatsuma Itō Dmitrij Tursunov Peter Gojowczyk                           |
| 13 settembre | BH Tennis Open International Cup 2010 Belo Horizonte, Brasile Serie regolari 35 000 $+H - Cemento - 32S/25Q/16D Singolare - Doppio    | Rogério Dutra da Silva 6–4, 6–3                             | Facundo Argüello                          | Facundo Bagnis Rodrigo Guidolin             | Leonardo Kirche Ricardo Hocevar Júlio Silva Marco Trungelliti                     |
| 13 settembre | BH Tennis Open International Cup 2010 Belo Horizonte, Brasile Serie regolari 35 000 $+H - Cemento - 32S/25Q/16D Singolare - Doppio    | Rodrigo Grilli Leonardo Kirche 6–3, 6–3                     | Christian Lindell João Souza              | Facundo Bagnis Rodrigo Guidolin             | Leonardo Kirche Ricardo Hocevar Júlio Silva Marco Trungelliti                     |
| 13 settembre | Internazionali di Tennis dell'Umbria 2010 Todi, Italia Serie regolari 30 000 €+H - Terra rossa - 32S/31Q/16D Singolare - Doppio       | Carlos Berlocq 6–4, 6–3                                     | Marcel Granollers                         | Alessio Di Mauro Janez Semrajč              | Juan Martín Aranguren Óscar Hernández Gerard Granollers Pujol Máximo González     |
| 13 settembre | Internazionali di Tennis dell'Umbria 2010 Todi, Italia Serie regolari 30 000 €+H - Terra rossa - 32S/31Q/16D Singolare - Doppio       | Flavio Cipolla Alessio Di Mauro 6–1, 6–4                    | Marcel Granollers Gerard Granollers Pujol | Alessio Di Mauro Janez Semrajč              | Juan Martín Aranguren Óscar Hernández Gerard Granollers Pujol Máximo González     |
| 20 settembre | Copa Petrobras Bogotá 2010 Bogotà, Colombia Serie regolari 75 000 $+H - Terra rossa - 32S/24Q/16D Singolare - Doppio                  | João Souza 6–4, 7–6(5)                                      | Reda El Amrani                            | Sebastián Decoud Marcos Daniel              | Ramón Delgado Carlos Salamanca Izak van der Merwe Juan Sebastián Cabal            |
| 20 settembre | Copa Petrobras Bogotá 2010 Bogotà, Colombia Serie regolari 75 000 $+H - Terra rossa - 32S/24Q/16D Singolare - Doppio                  | Franco Ferreiro André Sá 7–6(6), 6–4                        | Gero Kretschmer Alex Satschko             | Sebastián Decoud Marcos Daniel              | Ramón Delgado Carlos Salamanca Izak van der Merwe Juan Sebastián Cabal            |
| 20 settembre | İzmir Cup 2010 Smirne, Turchia Serie regolari 64 000 €+H - Cemento - 32S/31Q/16D Singolare - Doppio                                   | Somdev Devvarman 6–4, 6–3                                   | Marsel İlhan                              | Stéphane Bohli Matthias Bachinger           | Igor' Kunicyn Martin Kližan Gilles Müller Yannick Mertens                         |
| 20 settembre | İzmir Cup 2010 Smirne, Turchia Serie regolari 64 000 €+H - Cemento - 32S/31Q/16D Singolare - Doppio                                   | Rameez Junaid Frank Moser 6–2, 6–4                          | Jamie Delgado Jonathan Marray             | Stéphane Bohli Matthias Bachinger           | Igor' Kunicyn Martin Kližan Gilles Müller Yannick Mertens                         |
| 20 settembre | ATP Challenger Trophy 2010 Trnava, Slovacchia Serie regolari 64 000 € - Terra rossa - 32S/21Q/16D Singolare - Doppio                  | Jaroslav Pospíšil 6–4, 4–6, 6–3                             | Jurij Ščukin                              | Stefan Koubek Dušan Lojda                   | Filip Krajinović Lukáš Rosol Alexander Flock Jan Hernych                          |
| 20 settembre | ATP Challenger Trophy 2010 Trnava, Slovacchia Serie regolari 64 000 € - Terra rossa - 32S/21Q/16D Singolare - Doppio                  | Karol Beck Lukáš Rosol 4–6, 7–6(3), [10–8]                  | Alexander Peya Martin Slanar              | Stefan Koubek Dušan Lojda                   | Filip Krajinović Lukáš Rosol Alexander Flock Jan Hernych                          |
| 20 settembre | BMW Ljubljana Open 2010 Lubiana, Slovenia Serie regolari 42 500 € - Terra rossa - 32S/30Q/16D Singolare - Doppio                      | Blaž Kavčič 6–2, 4–6, 7–5                                   | David Goffin                              | Nikola Ćirić Alessio Di Mauro               | Stefano Galvani Jonathan Dasnières de Veigy 2010 Andrea Arnaboldi Augustin Gensse |
| 20 settembre | BMW Ljubljana Open 2010 Lubiana, Slovenia Serie regolari 42 500 € - Terra rossa - 32S/30Q/16D Singolare - Doppio                      | Nikola Mektić Ivan Zovko 3–6, 6–0, [10–3]                   | Marin Draganja Dino Marcan                | Nikola Ćirić Alessio Di Mauro               | Stefano Galvani Jonathan Dasnières de Veigy 2010 Andrea Arnaboldi Augustin Gensse |
| 20 settembre | Chang-Sat Bangkok Open (2) Bangkok, Thailandia Serie regolari 35 000 $+H - Cemento - 32S/32Q/16D Singolare - Doppio                   | Grigor Dimitrov 6–4, 6–1                                    | Aleksandr Kudrjavcev                      | Denis Gremelmayr Gō Soeda                   | Thyago Alves Michael Russell Danai Udomchoke Sebastian Rieschick                  |
| 20 settembre | Chang-Sat Bangkok Open (2) Bangkok, Thailandia Serie regolari 35 000 $+H - Cemento - 32S/32Q/16D Singolare - Doppio                   | Sanchai Ratiwatana Sonchat Ratiwatana 6–3, 7–5              | Frederik Nielsen Yūichi Sugita            | Denis Gremelmayr Gō Soeda                   | Thyago Alves Michael Russell Danai Udomchoke Sebastian Rieschick                  |
| 27 settembre | Copa Petrobras Montevideo 2010 Montevideo, Uruguay Serie regolari 75 000 $+H - Terra rossa - 32S/24Q/16D Singolare - Doppio           | Máximo González 1–6, 6–3, 6–4                               | Pablo Cuevas                              | Martín Vassallo Argüello Jorge Aguilar      | Federico Delbonis Juan Pablo Brzezicki Carlos Berlocq Brian Dabul                 |
| 27 settembre | Copa Petrobras Montevideo 2010 Montevideo, Uruguay Serie regolari 75 000 $+H - Terra rossa - 32S/24Q/16D Singolare - Doppio           | Carlos Berlocq Brian Dabul 7–5, 6–3                         | Máximo González Sebastián Prieto          | Martín Vassallo Argüello Jorge Aguilar      | Federico Delbonis Juan Pablo Brzezicki Carlos Berlocq Brian Dabul                 |
| 27 settembre | Seguros Bolívar Open Cali 2010 Cali, Colombia Serie regolari 75 000 $+H - Terra rossa - 32S/26Q/16D Singolare - Doppio                | Carlos Salamanca 7–5, 3–6, 6–3                              | Júlio Silva                               | Víctor Estrella Burgos Juan Sebastián Cabal | Facundo Bagnis Robert Farah Alejandro González Pablo Galdón                       |
| 27 settembre | Seguros Bolívar Open Cali 2010 Cali, Colombia Serie regolari 75 000 $+H - Terra rossa - 32S/26Q/16D Singolare - Doppio                | Andre Begemann Martin Emmrich 6–4, 7–6(5)                   | Gero Kretschmer Alex Satschko             | Víctor Estrella Burgos Juan Sebastián Cabal | Facundo Bagnis Robert Farah Alejandro González Pablo Galdón                       |
| 27 settembre | Tennislife Cup 2010 Napoli, Italia Serie regolari 42 500 €+H - Terra rossa - 32S/22Q/16D Singolare - Doppio                           | Fabio Fognini 6–4, 4–2 ritiro                               | Boris Pašanski                            | Andreas Haider-Maurer Antonio Veić          | Potito Starace Farruch Dustov Albert Ramos Viñolas Simone Bolelli                 |
| 27 settembre | Tennislife Cup 2010 Napoli, Italia Serie regolari 42 500 €+H - Terra rossa - 32S/22Q/16D Singolare - Doppio                           | Daniel Muñoz de la Nava Simone Vagnozzi 1–6, 7–6(5), [10–6] | Andreas Haider-Maurer Bastian Knittel     | Andreas Haider-Maurer Antonio Veić          | Potito Starace Farruch Dustov Albert Ramos Viñolas Simone Bolelli                 |

### Ottobre
| Settimana  | Torneo | Campione                                                   | Finalista                             | Semifinalisti                           | Eliminati ai Quarti                                                |
| ---------- | --- | ---------------------------------------------------------- | ------------------------------------- | --------------------------------------- | ------------------------------------------------------------------ |
| 4 ottobre  | Ethias Trophy 2010 Mons, Belgio Serie regolari 106 500 €+H - Cemento (i) - 32S/32Q/16D Singolare - Doppio                           | Adrian Mannarino 7–5, 6–4                                  | Steve Darcis                          | Marc Gicquel Dustin Brown               | Kristof Vliegen Denis Gremelmayr Igor Sijsling Jesse Huta Galung   |
| 4 ottobre  | Ethias Trophy 2010 Mons, Belgio Serie regolari 106 500 €+H - Cemento (i) - 32S/32Q/16D Singolare - Doppio                           | Filip Polášek Igor Zelenay 3–6, 6–4, [10–5]                | Ruben Bemelmans Yannick Mertens       | Marc Gicquel Dustin Brown               | Kristof Vliegen Denis Gremelmayr Igor Sijsling Jesse Huta Galung   |
| 4 ottobre  | Copa Petrobras Buenos Aires 2010 Buenos Aires, Argentina Serie regolari 75 000 $+H - Terra rossa - 32S/32Q/16D Singolare - Doppio   | Máximo González 6–4, 6–3                                   | Pablo Cuevas                          | Carlos Berlocq Juan Pablo Brzezicki     | Diego Junqueira Nikola Ćirić Pavol Červenák Jorge Aguilar          |
| 4 ottobre  | Copa Petrobras Buenos Aires 2010 Buenos Aires, Argentina Serie regolari 75 000 $+H - Terra rossa - 32S/32Q/16D Singolare - Doppio   | Carlos Berlocq Brian Dabul 6–3, 6–2                        | Jorge Aguilar Federico Delbonis       | Carlos Berlocq Juan Pablo Brzezicki     | Diego Junqueira Nikola Ćirić Pavol Červenák Jorge Aguilar          |
| 4 ottobre  | Natomas Men's Pro Tennis Tournament 2010 2010 Sacramento, USA Serie regolari 50 000 $ - Cemento - 32S/32Q/16D/4Q Singolare - Doppio | John Millman 6–3, 6–2                                      | Robert Kendrick                       | Alex Bogomolov Jr. Rik De Voest         | Chris Guccione Frederik Nielsen Ryan Sweeting Marinko Matosevic    |
| 4 ottobre  | Natomas Men's Pro Tennis Tournament 2010 2010 Sacramento, USA Serie regolari 50 000 $ - Cemento - 32S/32Q/16D/4Q Singolare - Doppio | Rik De Voest Izak van der Merwe 4–6, 6–4, [10–7]           | Nicholas Monroe Donald Young          | Alex Bogomolov Jr. Rik De Voest         | Chris Guccione Frederik Nielsen Ryan Sweeting Marinko Matosevic    |
| 4 ottobre  | Sicilia Classic 2010 Palermo, Italia Serie regolari 42 500 € - Terra rossa - 32S/30Q/16D Singolare - Doppio                         | Attila Balázs 7–6(4), 2–6, 6–1                             | Martin Fischer                        | Matteo Viola Augustin Gensse            | Gianluca Naso Ivo Minář Alberto Brizzi Nicolas Devilder            |
| 4 ottobre  | Sicilia Classic 2010 Palermo, Italia Serie regolari 42 500 € - Terra rossa - 32S/30Q/16D Singolare - Doppio                         | Martin Fischer Philipp Oswald 4–6, 6–2, [10–6]             | Alessandro Motti Simone Vagnozzi      | Matteo Viola Augustin Gensse            | Gianluca Naso Ivo Minář Alberto Brizzi Nicolas Devilder            |
| 4 ottobre  | Cerveza Club Premium Open 2010 Quito, Ecuador Serie regolari 35 000 $ - Terra rossa - 32S/30Q/16D Singolare - Doppio                | Giovanni Lapentti 2–6, 6–3, 6–4                            | João Souza                            | Rogério Dutra da Silva Sebastián Decoud | Diego Álvarez Robert Farah Ricardo Hocevar Alejandro González      |
| 4 ottobre  | Cerveza Club Premium Open 2010 Quito, Ecuador Serie regolari 35 000 $ - Terra rossa - 32S/30Q/16D Singolare - Doppio                | Daniel Garza Eric Nunez 7–5, 6–4                           | Alejandro González Carlos Salamanca   | Rogério Dutra da Silva Sebastián Decoud | Diego Álvarez Robert Farah Ricardo Hocevar Alejandro González      |
| 4 ottobre  | Open Tarragona Costa Daurada 2010 Tarragona, Spagna Serie regolari 30 000 € - Terra rossa - 32S/30Q/16D Singolare - Doppio          | Marcel Granollers 1–6, 7–5, 6–0                            | Jaroslav Pospíšil                     | Pere Riba Frederico Gil                 | José Checa Calvo Benoît Paire Albert Ramos Viñolas Guillermo Olaso |
| 4 ottobre  | Open Tarragona Costa Daurada 2010 Tarragona, Spagna Serie regolari 30 000 € - Terra rossa - 32S/30Q/16D Singolare - Doppio          | Guillermo Olaso Pere Riba 7–6(1), 4–6, [10–5]              | Pablo Andújar Gerard Granollers Pujol | Pere Riba Frederico Gil                 | José Checa Calvo Benoît Paire Albert Ramos Viñolas Guillermo Olaso |
| 11 ottobre | Tashkent Challenger 2010 Tashkent, Uzbekistan Serie regolari 125 000 $+H - Cemento - 32S/16Q/16D Singolare - Doppio                 | Karol Beck 6(4)–7, 6–4, 7–5                                | Gilles Müller                         | Andreas Haider-Maurer Dustin Brown      | Rainer Schüttler Farruch Dustov Uladzimir Ihnacik Milos Raonic     |
| 11 ottobre | Tashkent Challenger 2010 Tashkent, Uzbekistan Serie regolari 125 000 $+H - Cemento - 32S/16Q/16D Singolare - Doppio                 | Ross Hutchins Jamie Murray 2–6, 6–4, [10–8]                | Karol Beck Filip Polášek              | Andreas Haider-Maurer Dustin Brown      | Rainer Schüttler Farruch Dustov Uladzimir Ihnacik Milos Raonic     |
| 11 ottobre | Asunción Challenger 2010 Asunción, Paraguay Serie regolari 75 000 $+H - Terra rossa - 32S/26Q/16D Singolare - Doppio                | Rui Machado 6–2, 3–6, 7–5                                  | Ramón Delgado                         | Carlos Berlocq Nikola Ćirić             | Pavol Červenák Rubén Ramírez Hidalgo Pablo Galdó Pere Riba         |
| 11 ottobre | Asunción Challenger 2010 Asunción, Paraguay Serie regolari 75 000 $+H - Terra rossa - 32S/26Q/16D Singolare - Doppio                | Fabio Fognini Paolo Lorenzi 6–3, 6–4                       | Carlos Berlocq Brian Dabul            | Carlos Berlocq Nikola Ćirić             | Pavol Červenák Rubén Ramírez Hidalgo Pablo Galdó Pere Riba         |
| 11 ottobre | Open de Rennes 2010 Rennes, Francia Serie regolari 64 000 €+H - Cemento (i) - 32S/20Q/16D Singolare - Doppio                        | Marc Gicquel 7–6(6), 4–6, 6–1                              | Stéphane Bohli                        | Frank Dancevic Roberto Bautista Agut    | Arnaud Clément Björn Phau Matthew Ebden Conor Niland               |
| 11 ottobre | Open de Rennes 2010 Rennes, Francia Serie regolari 64 000 €+H - Cemento (i) - 32S/20Q/16D Singolare - Doppio                        | Scott Lipsky David Martin 6–4, 5–7, [12–10]                | Denis Gremelmayr Björn Phau           | Frank Dancevic Roberto Bautista Agut    | Arnaud Clément Björn Phau Matthew Ebden Conor Niland               |
| 11 ottobre | Tiburon Challenger 2010 Tiburon, USA Serie regolari 50 000 $ - Cemento - 32S/32Q/16D/4Q Singolare - Doppio                          | Tobias Kamke 6–1, 6–1                                      | Ryan Harrison                         | Marinko Matosevic Carsten Ball          | Tim Smyczek Alex Kuznetsov Kevin Kim Alex Bogomolov Jr.            |
| 11 ottobre | Tiburon Challenger 2010 Tiburon, USA Serie regolari 50 000 $ - Cemento - 32S/32Q/16D/4Q Singolare - Doppio                          | Robert Kendrick Travis Rettenmaier 6–1, 6–4                | Ryler DeHeart Pierre-Ludovic Duclos   | Marinko Matosevic Carsten Ball          | Tim Smyczek Alex Kuznetsov Kevin Kim Alex Bogomolov Jr.            |
| 18 ottobre | Samsung Securities Cup 2010 Seul, Corea del Sud Tretorn SERIE+ 125 000 $+H - Cemento - 32S/32Q/16D Singolare - Doppio               | Lu Yen-hsun 6–3, 6–4                                       | Kevin Anderson                        | Florent Serra Yūichi Sugita             | Alex Bogomolov Jr. Aleksandr Kudrjavcev Dudi Sela Marek Semjan     |
| 18 ottobre | Samsung Securities Cup 2010 Seul, Corea del Sud Tretorn SERIE+ 125 000 $+H - Cemento - 32S/32Q/16D Singolare - Doppio               | Rameez Junaid Frank Moser 6–3, 6–4                         | Vasek Pospisil Adil Shamasdin         | Florent Serra Yūichi Sugita             | Alex Bogomolov Jr. Aleksandr Kudrjavcev Dudi Sela Marek Semjan     |
| 18 ottobre | Open d'Orléans 2010 Orléans, Francia Serie regolari 106 500 €+H - Cemento (i) - 32S/28Q/16D Singolare - Doppio                      | Nicolas Mahut 2–6, 7–6(6), 7–6(4)                          | Grigor Dimitrov                       | Michaël Llodra David Guez               | Björn Phau Roberto Bautista Agut Nicolas Renavand Ilija Bozoljac   |
| 18 ottobre | Open d'Orléans 2010 Orléans, Francia Serie regolari 106 500 €+H - Cemento (i) - 32S/28Q/16D Singolare - Doppio                      | Pierre-Hugues Herbert Nicolas Renavand 7–6(3), 1–6, [10–6] | Sébastien Grosjean Nicolas Mahut      | Michaël Llodra David Guez               | Björn Phau Roberto Bautista Agut Nicolas Renavand Ilija Bozoljac   |
| 18 ottobre | Santiago Challenger 2010 Santiago, Cile Serie regolari 100 000 $+H - Terra rossa - 32S/13Q/16D Singolare - Doppio                   | Fabio Fognini 6–2, 7–6(2)                                  | Paul Capdeville                       | Rui Machado Guillaume Rufin             | Júlio Silva João Souza Jorge Aguilar Nikola Ćirić                  |
| 18 ottobre | Santiago Challenger 2010 Santiago, Cile Serie regolari 100 000 $+H - Terra rossa - 32S/13Q/16D Singolare - Doppio                   | Daniel Muñoz de la Nava Rubén Ramírez Hidalgo 6–4, 6–2     | Nikola Ćirić Goran Tošić              | Rui Machado Guillaume Rufin             | Júlio Silva João Souza Jorge Aguilar Nikola Ćirić                  |
| 18 ottobre | Calabasas Pro Tennis Championships 2010 Calabasas, USA Serie regolari 50 000 $ - Cemento - 32S/32Q/16D/4Q Singolare - Doppio        | Marinko Matosevic 2–6, 6–4, 6–3                            | Ryan Sweeting                         | Donald Young Robert Kendrick            | Amer Delić Frederik Nielsen Ryan Harrison Lester Cook              |
| 18 ottobre | Calabasas Pro Tennis Championships 2010 Calabasas, USA Serie regolari 50 000 $ - Cemento - 32S/32Q/16D/4Q Singolare - Doppio        | Ryan Harrison Travis Rettenmaier 6–3, 6–3                  | Rik De Voest Bobby Reynolds           | Donald Young Robert Kendrick            | Amer Delić Frederik Nielsen Ryan Harrison Lester Cook              |
| 25 ottobre | Brazil Challenger 2010 San Paolo, Brasile Serie regolari 75 000 $+H - Terra rossa - 32S/28Q/16D Singolare - Doppio                  | Marcos Daniel 6–1, 3–6, 6–3                                | Thomaz Bellucci                       | Christian Lindell Nicolas Devilder      | Leonardo Tavares Jurij Ščukin Rui Machado Rogério Dutra da Silva   |
| 25 ottobre | Brazil Challenger 2010 San Paolo, Brasile Serie regolari 75 000 $+H - Terra rossa - 32S/28Q/16D Singolare - Doppio                  | Franco Ferreiro André Sá 3–6, 7–6(2), [10–8]               | Rui Machado Daniel Muñoz de la Nava   | Christian Lindell Nicolas Devilder      | Leonardo Tavares Jurij Ščukin Rui Machado Rogério Dutra da Silva   |

### Novembre
| Settimana   | Torneo | Campione                                             | Finalista                             | Semifinalisti                       | Eliminati ai Quarti                                                |
| ----------- | --- | ---------------------------------------------------- | ------------------------------------- | ----------------------------------- | ------------------------------------------------------------------ |
| 1º novembre | President's Cup 2010 (2) 2010 Astana, Kazakistan Serie regolari 125 000 $+H - Cemento - 32S/28Q/16D Singolare - Doppio                     | Ivan Dodig 6–4, 6–3                                  | Igor' Kunicyn                         | Konstantin Kravčuk Rainer Schüttler | Denis Macukevič Il'ja Beljaev Aleksandr Kudrjavcev Nikola Mektić   |
| 1º novembre | President's Cup 2010 (2) 2010 Astana, Kazakistan Serie regolari 125 000 $+H - Cemento - 32S/28Q/16D Singolare - Doppio                     | Colin Fleming Ross Hutchins 6–3, 7–6(10)             | Michail Elgin Aleksandr Kudrjavcev    | Konstantin Kravčuk Rainer Schüttler | Denis Macukevič Il'ja Beljaev Aleksandr Kudrjavcev Nikola Mektić   |
| 1º novembre | Seguros Bolívar Open Medellín 2010 Medellín, Colombia Serie regolari 50 000 $+H - Terra rossa - 32S/28Q/16D Singolare - Doppio             | Marcos Daniel 6–3, 7–5                               | Juan Sebastián Cabal                  | Carlos Salamanca Carlos Berlocq     | Horacio Zeballos Rui Machado Leonardo Tavares Paul Capdeville      |
| 1º novembre | Seguros Bolívar Open Medellín 2010 Medellín, Colombia Serie regolari 50 000 $+H - Terra rossa - 32S/28Q/16D Singolare - Doppio             | Juan Sebastián Cabal Robert Farah 6–3, 7–5           | Franco Ferreiro André Sá              | Carlos Salamanca Carlos Berlocq     | Horacio Zeballos Rui Machado Leonardo Tavares Paul Capdeville      |
| 1º novembre | Virginia National Bank Men's Pro Champs 2010 Charlottesville, USA Serie regolari 50 000 $ - Cemento - 32S/28Q/16D Singolare - Doppio       | Robert Kendrick 6–2, 6–3                             | Michael Shabaz                        | Rik De Voest Chris Guccione         | Marinko Matosevic Donald Young Kei Nishikori Somdev Devvarman      |
| 1º novembre | Virginia National Bank Men's Pro Champs 2010 Charlottesville, USA Serie regolari 50 000 $ - Cemento - 32S/28Q/16D Singolare - Doppio       | Robert Kendrick Donald Young 7–6(5), 7–6(3)          | Ryler DeHeart Pierre-Ludovic Duclos   | Rik De Voest Chris Guccione         | Marinko Matosevic Donald Young Kei Nishikori Somdev Devvarman      |
| 1º novembre | Bauer Watertechnology Cup 2010 Eckental, Germania Serie regolari 30 000 $+H - Sintetico (i) - 32S/28Q/16D Singolare - Doppio               | Igor Sijsling 3–6, 6–2, 6–3                          | Ruben Bemelmans                       | Dustin Brown Alex Bogdanović        | Lukáš Rosol Gilles Müller Ilija Bozoljac Bastian Knittel           |
| 1º novembre | Bauer Watertechnology Cup 2010 Eckental, Germania Serie regolari 30 000 $+H - Sintetico (i) - 32S/28Q/16D Singolare - Doppio               | Scott Lipsky Rajeev Ram 6(2)–7, 6–4, [10–4]          | Sanchai Ratiwatana Sonchat Ratiwatana | Dustin Brown Alex Bogdanović        | Lukáš Rosol Gilles Müller Ilija Bozoljac Bastian Knittel           |
| 8 novembre  | Internazionali Tennis Val Gardena Südtirol 2010 Ortisei, Italia Serie regolari 64 000 $+H - Sintetico (i) - 32S/28Q/16D Singolare - Doppio | Michał Przysiężny 6–3, 7–5                           | Lukáš Lacko                           | Uladzimir Ihnacik Simone Bolelli    | Farruch Dustov Martin Fischer Alexander Peya Karol Beck            |
| 8 novembre  | Internazionali Tennis Val Gardena Südtirol 2010 Ortisei, Italia Serie regolari 64 000 $+H - Sintetico (i) - 32S/28Q/16D Singolare - Doppio | Michail Elgin Aleksandr Kudrjavcev 3–6, 6–3, [10–3]  | Tomasz Bednarek Michał Przysiężny     | Uladzimir Ihnacik Simone Bolelli    | Farruch Dustov Martin Fischer Alexander Peya Karol Beck            |
| 8 novembre  | Knoxville Challenger 2010 Knoxville, USA Serie regolari 50 000 $+H - Cemento - 32S/28Q/16D Singolare - Doppio                              | Kei Nishikori 6–1, 6–4                               | Robert Kendrick                       | Fritz Wolmarans Nicholas Monroe     | Ryler DeHeart Rik De Voest Bobby Reynolds Jesse Witten             |
| 8 novembre  | Knoxville Challenger 2010 Knoxville, USA Serie regolari 50 000 $+H - Cemento - 32S/28Q/16D Singolare - Doppio                              | Rik De Voest Izak van der Merwe 3–6, 6–3, [10–3]     | Alex Bogomolov Jr. Alex Kuznetsov     | Fritz Wolmarans Nicholas Monroe     | Ryler DeHeart Rik De Voest Bobby Reynolds Jesse Witten             |
| 8 novembre  | Challenger Ciudad de Guayaquil 2010 Guayaquil, Ecuador Serie regolari 50 000 $ - Terra rossa - 32S/28Q/16D Singolare - Doppio              | Paul Capdeville 6–3, 3–6, 6–3                        | Diego Junqueira                       | Carlos Berlocq Máximo González      | Éric Prodon Marcos Daniel Giovanni Lapentti Rogério Dutra da Silva |
| 8 novembre  | Challenger Ciudad de Guayaquil 2010 Guayaquil, Ecuador Serie regolari 50 000 $ - Terra rossa - 32S/28Q/16D Singolare - Doppio              | Juan Sebastián Cabal Robert Farah 7–5, 7–6(3)        | Franco Ferreiro André Sá              | Carlos Berlocq Máximo González      | Éric Prodon Marcos Daniel Giovanni Lapentti Rogério Dutra da Silva |
| 8 novembre  | Lambertz Open by STAWAG 2010 Aquisgrana, Germania Serie regolari 42 500 $+H - Sintetico (i) - 32S/28Q/16D Singolare - Doppio               | Dustin Brown 6–3, 7–6(3)                             | Igor Sijsling                         | Rajeev Ram Ruben Bemelmans          | Pierre-Hugues Herbert Jesse Huta Galung Blaž Kavčič Andrej Martin  |
| 8 novembre  | Lambertz Open by STAWAG 2010 Aquisgrana, Germania Serie regolari 42 500 $+H - Sintetico (i) - 32S/28Q/16D Singolare - Doppio               | Ruben Bemelmans Igor Sijsling 6–4, 3–6, [11–9]       | Jamie Delgado Jonathan Marray         | Rajeev Ram Ruben Bemelmans          | Pierre-Hugues Herbert Jesse Huta Galung Blaž Kavčič Andrej Martin  |
| 8 novembre  | AEGON Pro-Series Loughborough 2010 Loughborough, Gran Bretagna Serie regolari 42 500 $+H - Cemento (i) - 32S/28Q/16D Singolare - Doppio    | Matthias Bachinger 6–3, 3–6, 6–1                     | Frederik Nielsen                      | Conor Niland James Ward             | Björn Phau Stefano Galvani Andreas Haider-Maurer Matthew Ebden     |
| 8 novembre  | AEGON Pro-Series Loughborough 2010 Loughborough, Gran Bretagna Serie regolari 42 500 $+H - Cemento (i) - 32S/28Q/16D Singolare - Doppio    | Henri Kontinen Frederik Nielsen 6–2, 6–4             | Jordan Kerr Ken Skupski               | Conor Niland James Ward             | Björn Phau Stefano Galvani Andreas Haider-Maurer Matthew Ebden     |
| 15 novembre | Slovak Open 2010 Bratislava, Slovacchia Tretorn SERIE+ 106 500 $+H - Cemento - 32S/28Q/16D Singolare - Doppio                              | Martin Kližan 7–6(4), 6–2                            | Stefan Koubek                         | Igor' Kunicyn Aleksandr Kudrjavcev  | Dominik Hrbatý Ričardas Berankis Marek Semjan Michail Ledovskich   |
| 15 novembre | Slovak Open 2010 Bratislava, Slovacchia Tretorn SERIE+ 106 500 $+H - Cemento - 32S/28Q/16D Singolare - Doppio                              | Colin Fleming Jamie Murray 6–2, 3–6, [10–6]          | Travis Parrott Filip Polášek          | Igor' Kunicyn Aleksandr Kudrjavcev  | Dominik Hrbatý Ričardas Berankis Marek Semjan Michail Ledovskich   |
| 15 novembre | JSM Challenger of Champaign-Urbana 2010 Champaign, USA Serie regolari 50 000 $+H - Cemento (i) - 32S/28Q/16D Singolare - Doppio            | Alex Bogomolov Jr. 5–7, 7–6(7), 6–3                  | Amer Delić                            | Jesse Witten Bobby Reynolds         | Steve Johnson Michael Yani Fritz Wolmarans Peter Luczak            |
| 15 novembre | JSM Challenger of Champaign-Urbana 2010 Champaign, USA Serie regolari 50 000 $+H - Cemento (i) - 32S/28Q/16D Singolare - Doppio            | Raven Klaasen Izak van der Merwe 4–6, 7–6(2), [10–4] | Ryler DeHeart Pierre-Ludovic Duclos   | Jesse Witten Bobby Reynolds         | Steve Johnson Michael Yani Fritz Wolmarans Peter Luczak            |
| 15 novembre | ATP Salzburg Indoors 2010 Salisburgo, Austria Tretorn SERIE+ 42 500 $+H - Cemento (i) - 32S/28Q/16D Singolare - Doppio                     | Conor Niland 7–6(5), 6(2)–7, 6–2                     | Jerzy Janowicz                        | Björn Phau Karol Beck               | Dieter Kindlmann Alexander Peya Iván Navarro Denis Gremelmayr      |
| 15 novembre | ATP Salzburg Indoors 2010 Salisburgo, Austria Tretorn SERIE+ 42 500 $+H - Cemento (i) - 32S/28Q/16D Singolare - Doppio                     | Alexander Peya Martin Slanar 7–6(1), 6–3             | Rameez Junaid Frank Moser             | Björn Phau Karol Beck               | Dieter Kindlmann Alexander Peya Iván Navarro Denis Gremelmayr      |
| 15 novembre | Abierto Internacional Ciudad de Cancun 2010 Cancún, Messico Serie regolari 35 000 $ - Terra verde- 32S/28Q/16D Singolare - Doppio          | Pere Riba 6–4, 6–0                                   | Carlos Berlocq                        | Éric Prodon Rubén Ramírez Hidalgo   | Horacio Zeballos Brian Dabul Andrea Arnaboldi Facundo Bagnis       |
| 15 novembre | Abierto Internacional Ciudad de Cancun 2010 Cancún, Messico Serie regolari 35 000 $ - Terra verde- 32S/28Q/16D Singolare - Doppio          | Víctor Estrella Burgos Santiago González 6–1, 7–6(3) | Rainer Eitzinger César Ramírez        | Éric Prodon Rubén Ramírez Hidalgo   | Horacio Zeballos Brian Dabul Andrea Arnaboldi Facundo Bagnis       |
| 22 novembre | IPP Open 2010 Helsinki, Finlandia Serie regolari 106 500 $ - Cemento - 32S/28Q/16D Singolare - Doppio                                      | Ričardas Berankis 6–1, 2–0 ritiro                    | Michał Przysiężny                     | Grigor Dimitrov Adrian Mannarino    | Julian Reister Frank Dancevic Henri Kontinen Jürgen Zopp           |
| 22 novembre | IPP Open 2010 Helsinki, Finlandia Serie regolari 106 500 $ - Cemento - 32S/28Q/16D Singolare - Doppio                                      | Dustin Brown Martin Emmrich 7–6(17), 0–6, [10–7]     | Henri Kontinen Jarkko Nieminen        | Grigor Dimitrov Adrian Mannarino    | Julian Reister Frank Dancevic Henri Kontinen Jürgen Zopp           |
| 22 novembre | Challenger de Buenos Aires 2010 Buenos Aires, Argentina Serie regolari 75 000 $+H - Terra rossa - 32S/28Q/16D Singolare - Doppio           | Diego Junqueira 6–1, 6–2                             | Juan Pablo Brzezicki                  | Carlos Berlocq Andrés Molteni       | Nikola Ćirić Brian Dabul Eladio Ribeiro Neto Júlio Silva           |
| 22 novembre | Challenger de Buenos Aires 2010 Buenos Aires, Argentina Serie regolari 75 000 $+H - Terra rossa - 32S/28Q/16D Singolare - Doppio           | Carlos Berlocq Brian Dabul 7–6(4), 6–3               | Andrés Molteni Guido Pella            | Carlos Berlocq Andrés Molteni       | Nikola Ćirić Brian Dabul Eladio Ribeiro Neto Júlio Silva           |
| 22 novembre | Toyota Challenger 2010 Toyota, Giappone Serie regolari 35 000 $+H - Sintetico (i) - 32S/28Q/16D Singolare - Doppio                         | Tatsuma Itō 6–4, 6–2                                 | Yūichi Sugita                         | Gō Soeda Hiroki Kondo               | Takao Suzuki Bernard Tomić Alexander Sadecky Juho Paukku           |
| 22 novembre | Toyota Challenger 2010 Toyota, Giappone Serie regolari 35 000 $+H - Sintetico (i) - 32S/28Q/16D Singolare - Doppio                         | Treat Conrad Huey Purav Raja 6–1, 6–2                | Tasuku Iwami Hiroki Kondo             | Gō Soeda Hiroki Kondo               | Takao Suzuki Bernard Tomić Alexander Sadecky Juho Paukku           |